# Clasificación para la Eurocopa de fútbol sala de 2022
La fase de clasificación para la Eurocopa de Fútbol Sala de 2022 es una competición masculina de Fútbol Sala que determinará las 15 selecciones nacionales que se unirán a la anfitirona Países Bajos en la Eurocopa de fútbol sala de 2022. el primer torneo que se celebrará cada cuatro años y contará con 16 equipos.
Un número récord de 50 de las 55 selecciones nacionales miembros de la UEFA participaron en la competición, incluidas Austria e Irlanda del Norte, que participaron por primera vez. Aparte del anfitrión Países Bajos, los 49 equipos restantes participaron en la competición de clasificación. Los 16 equipos que avanzaron a la ronda élite de clasificación europea de la Copa Mundial de fútbol sala de la FIFA 2021 pasaron por alto a la fase de grupos de clasificación, que por primera vez se jugaría en formato de ida y vuelta, mientras que los 33 equipos restantes participaron. en la ronda de clasificación.

## Formato
La competición de clasificación consta de cuatro rondas:
- Ronda de clasificación: Los 33 equipos que entran en esta ronda se dividen en nueve grupos, seis grupos de cuatro equipos y tres grupos de tres equipos. Cada grupo se juega en formato de todos contra todos en uno de los equipos seleccionados como anfitriones antes del sorteo. Los nueve ganadores de grupo avanzan a la fase de grupos clasificatoria, mientras que los nueve subcampeones de grupo y los cinco equipos terceros con mejor récord frente a los equipos en primer y segundo lugar de su grupo avanzan a los play-offs de la ronda de clasificación.

- Eliminatorias (play-offs) de la ronda de clasificación: los 14 equipos se reparten en siete eliminatorias para jugar partidos de ida y vuelta de ida y vuelta. Los siete ganadores avanzan a la fase de grupos de clasificación.

- Fase de grupos de clasificación: Los 32 equipos (16 equipos de la ronda élite de clasificación para la Copa del Mundo que reciben el pase a esta ronda, nueve ganadores de grupo de la ronda de clasificación y siete ganadores de los play-offs de la ronda de clasificación) se dividen en ocho grupos de cuatro. Cada grupo se juega en formato de round-robin de ida y vuelta. Los ocho ganadores de grupo y los seis subcampeones con el mejor récord contra todos los equipos de su grupo se clasifican para la fase final, mientras que los dos subcampeones restantes avanzan a los play-offs.

- Play-offs: Los dos equipos juegan partidos de ida y vuelta a dos partidos para determinar el último equipo clasificado.

### Reglas de desempate
En la ronda de clasificación y la fase de grupos de clasificación, los equipos se clasifican de acuerdo con los puntos (3 puntos por victoria, 1 punto por empate, 0 puntos por derrota), y si empatan a puntos, se aplican los siguientes criterios de desempate, en el orden dado, para determinar las clasificaciones (Artículos 14.01, 14.02 y 17.01 del Reglamento):
1. Mayor número de puntos obtenidos en los partidos entre los equipos en cuestión.
2. Diferencia de goles de los partidos entre los equipos en cuestión.
3. Mayor número de goles marcados en los partidos entre los equipos en cuestión.
4. (Solo en la fase de grupos de clasificación) Goles de visitante marcados en partidos cara a cara entre equipos en cuestión.
5. Si más de dos equipos están empatados, y después de aplicar todos los criterios de cabeza a cabeza anteriores, un subconjunto de equipos todavía está empatado, todos los criterios de cabeza a cabeza anteriores se vuelven a aplicar exclusivamente a este subconjunto de equipos;
6. Diferencia de goles en todos los partidos de grupo.
7. (Solo en la fase de grupos de clasificación) Goles marcados fuera de casa en todos los partidos de grupo.
8. (Solo fase de grupos de clasificación) Victorias en todos los partidos de grupo.
9. (Solo en la fase de grupos de clasificación) El visitante gana en todos los partidos de grupo.
10. (Solo ronda de clasificación) Tanda de penaltis si solo dos equipos tienen el mismo número de puntos, se encontraron en la última ronda del grupo y están empatados después de aplicar todos los criterios anteriores (no se usa si más de dos equipos tienen el mismo número de puntos, o si sus clasificaciones no son relevantes para la clasificación para la siguiente etapa).
11. Puntos disciplinarios (tarjeta roja = 3 puntos, tarjeta amarilla = 1 punto, expulsión por dos tarjetas amarillas en un partido = 3 puntos).
12. Ranking de coeficiente de la UEFA para la ronda de clasificación o el sorteo de la fase de grupos de clasificación.
13. (Solo ronda clasificatoria) Sorteo.

Para determinar los cinco mejores equipos en tercer lugar de la ronda de clasificación, se descartan los resultados contra los equipos en cuarto lugar. Para determinar los seis mejores subcampeones de la fase de grupos de clasificación, se consideran todos los resultados. Se aplican los siguientes criterios (artículos 14.04 y 15.02 del Reglamento):
1. Puntos;
2. Diferencia de goles;
3. Goles anotados;
4. (Solo en la fase de grupos de clasificación) Goles marcados fuera de casa;
5. (Solo en la fase de grupos de clasificación) Victorias;
6. (Solo en la fase de grupos de clasificación) Victoria de visitante;
7. Puntos disciplinarios;
8. Ranking de coeficiente de la UEFA para la ronda de clasificación o el sorteo de la fase de grupos de clasificación;
9. (Solo ronda de clasificación) Sorteo

En los play-offs y play-offs de la ronda de clasificación, el equipo que marque más goles en el agregado en las dos etapas se clasifica para la fase final. Si el marcador global está nivelado, se aplica la regla de goles fuera de casa, es decir, avanza el equipo que marca más goles fuera de casa en las dos etapas. Si los goles a domicilio también son iguales, se juega la prórroga. La regla de los goles fuera de casa se aplica de nuevo después de la prórroga, es decir, si hay goles marcados durante la prórroga y el marcador global sigue estando nivelado, el equipo visitante avanza en virtud de más goles fuera de casa. Si no se marcan goles durante la prórroga, el empate se decidirá en la tanda de penaltis (artículo 21.01 del Reglamento).

## Calendario
Los partidos de clasificación se juegan en fechas incluidas en el calendario internacional de partidos de fútbol sala de la FIFA.

## Ronda clasificatoria

### Sorteo
El sorteo de la ronda de clasificación se celebró el 7 de noviembre de 2019 a las 13:30 CET (UTC+1), en la sede de la UEFA en Nyon, Suiza. La clasificación se basó en la nueva clasificación del coeficiente de la selección nacional masculina de fútbol sala basada en Elo tomada el 28 de octubre de 2019. Los 33 equipos se dividieron en nueve grupos: seis grupos de cuatro que contenían un equipo de cada una de las posiciones sembradoras 1-4, y tres grupos de tres que contenían un equipo de cada una de las posiciones sembradoras 1-3. Primero, los nueve equipos que fueron preseleccionados como anfitriones fueron seleccionados de su propio bombo designado y asignados a su grupo respectivo según sus posiciones de cabeza de serie (dado que Malta estaba en la posición de cabeza de serie 4, tenían que albergar un grupo de cuatro equipos). A continuación, los 24 equipos restantes se extrajeron de sus respectivos botes que se asignaron de acuerdo con sus posiciones de cabeza de serie. Sobre la base de las decisiones tomadas por el Panel de Emergencia de la UEFA, Kosovo y Bosnia y Herzegovina no pudieron estar en el mismo grupo. 

## Ronda preliminar
Los ganadores de cada grupo avanzaron a la fase de grupos de clasificación, mientras que los subcampeones de cada grupo y los cinco mejores terceros clasificados avanzaron a los play-offs de la ronda de clasificación. La ronda de clasificación estaba programada para jugarse entre el 29 de enero y el 1 de febrero de 2020.
Las horas son CET (UTC+1), según lo enumerado por la UEFA (las horas locales, si son diferentes, están entre paréntesis).

### Grupo A
| Equipo               | Pts | PJ | PG | PE | PP | GF | GC | Dif |
| -------------------- | --- | -- | -- | -- | -- | -- | -- | --- |
| Bosnia y Herzegovina | 9   | 3  | 3  | 0  | 0  | 22 | 10 | +12 |
| Chipre               | 6   | 3  | 2  | 0  | 1  | 14 | 9  | +5  |
| Suiza                | 3   | 3  | 1  | 0  | 2  | 8  | 12 | -4  |
| Gibraltar            | 0   | 3  | 0  | 0  | 3  | 3  | 16 | -13 |

| 29 de enero de 2020, 16:00 | Chipre                                                                | 4:8 (1:5) | Bosnia y Herzegovina | Arena Zenica, Zenica, Bosnia y Herzegovina      |                                                 |
|                            | - Kokkinos 13'47' - Kouloumbris 22'32' - Kanjo 28'26' - Omirou 30'43' | Reporte   | - 2'35' Bošković - 7'41', 18'08', 25'46' Petak - 9'42' Radmilović - 12'37' Džindić - 22'59' I. Ivanković - 39'05' Hrkač | Árbitro(s): Kirill Naishouler Ibrahim El Jilali | Árbitro(s): Kirill Naishouler Ibrahim El Jilali |

| 29 de enero de 2020, 19:00 | Suiza                                                     | 3:1 (1:1) | Gibraltar     | Arena Zenica, Zenica, Bosnia y Herzegovina   |                                              |
|                            | - Buckson 9'20' - Uebelhart 28'35' - Marcoyannakis 30'44' | Reporte   | - 4'43' Lopez | Árbitro(s): Yaroslav Vovchok Kaloyan Kirilov | Árbitro(s): Yaroslav Vovchok Kaloyan Kirilov |

| 30 de enero de 2020, 16:00 | Chipre                                                                                               | 6:1 (1:1) | Suiza          | Arena Zenica, Zenica, Bosnia y Herzegovina    |                                               |
|                            | - Diniz Pereira 19'56' - Kouloumbris 21'01' - Kanjo 29'36' - Kokkinos 29'56' - Omirou 33'10', 38'41' | Reporte   | - 5'29' Florin | Árbitro(s): Kaloyan Kirilov Kirill Naishouler | Árbitro(s): Kaloyan Kirilov Kirill Naishouler |

| 30 de enero de 2020, 19:00 | Bosnia y Herzegovina | 9:2 (3:0) | Gibraltar                      | Arena Zenica, Zenica, Bosnia y Herzegovina     |                                                |
|                            | - Radmilović 4'06' - Petak 6'36' - Rodriguez 13'17' (a.g.) - Bošković 22'52', 29'00' - I. Ivanković 23'54' - Gosto 24'12' - Milanović 34'16' - Džindić 39'57' | Reporte   | - 25'49' Ruiz - 38'11' Collado | Árbitro(s): Ibrahim El Jilali Yaroslav Vovchok | Árbitro(s): Ibrahim El Jilali Yaroslav Vovchok |

| 1 de febrero de 2020, 15:00 | Gibraltar | 0:4 (0:2) | Chipre                                                                     | Arena Zenica, Zenica, Bosnia y Herzegovina     |                                                |
|                             |           | Reporte   | - 4'19' Kouloumbris - 11'01' Alexiou - 24'07' Kanjo - 35'02' Diniz Pereira | Árbitro(s): Yaroslav Vovchok Kirill Naishouler | Árbitro(s): Yaroslav Vovchok Kirill Naishouler |

| 1 de febrero de 2020, 19:00 | Bosnia y Herzegovina                                                          | 5:4 (1:1) | Suiza                                                                     | Arena Zenica, Zenica, Bosnia y Herzegovina    |                                               |
|                             | - Radmilović 11'01' - Džindić 23'52' - Hrkač 36'59', 37'52' - Bošković 37'19' | Reporte   | - 9'02' Marcoyannakis - 21'48' Gössi - 22'37' de Freitas - 35'18' Buckson | Árbitro(s): Kaloyan Kirilov Ibrahim El Jilali | Árbitro(s): Kaloyan Kirilov Ibrahim El Jilali |

### Grupo B
| Equipo     | Pts | PJ | PG | PE | PP | GF | GC | Dif |
| ---------- | --- | -- | -- | -- | -- | -- | -- | --- |
| Bélgica    | 9   | 3  | 3  | 0  | 0  | 17 | 6  | +11 |
| Armenia    | 4   | 3  | 1  | 1  | 1  | 7  | 8  | -1  |
| Montenegro | 3   | 3  | 1  | 0  | 2  | 11 | 10 | +1  |
| Escocia    | 1   | 3  | 0  | 1  | 2  | 7  | 18 | -11 |

| 29 de enero de 2020, 17:30 | Montenegro | 9:2 (4:1) | Escocia                            | Sport Vlaanderen Herentals, Herentals, Bélgica             |                                                            |
|                            | - Il. Mugoša 2'55', 18'57', 39'03' - Smith 9'29' (a.g.) - Spasojević 10'37', 23'21', 30'56' - Vidaković 35'00' - Vukovic 37'41' | Reporte   | - 5'42' Aloulou - 34'47' Robertson | Árbitro(s): Daniel Matkovic Jacob Willem Machiel Van Dijke | Árbitro(s): Daniel Matkovic Jacob Willem Machiel Van Dijke |

| 29 de enero de 2020, 20:30 | Armenia                                              | 2:5 (2:2) | Bélgica                                                     | Sport Vlaanderen Herentals, Herentals, Bélgica |                                        |
|                            | - Francisco De Campos 3'23' - Manukian 17'03' (pen.) | Reporte   | - 6'55' Dillien - 10'47', 25'07' Leo - 31'43', 39'10' Rahou | Árbitro(s): Trayan Enchev Ingus Puriņš         | Árbitro(s): Trayan Enchev Ingus Puriņš |

| 30 de enero de 2020, 17:30 | Armenia                                                 | 3:1 (1:0) | Montenegro          | Sport Vlaanderen Herentals, Herentals, Bélgica           |                                                          |
|                            | - Margaryan 14'06' - Mashumyan 27'19' - Aslanian 38'50' | Reporte   | - 30'28' Spasojević | Árbitro(s): Jacob Willem Machiel Van Dijke Trayan Enchev | Árbitro(s): Jacob Willem Machiel Van Dijke Trayan Enchev |

| 30 de enero de 2020, 20:30 | Bélgica | 7:3 (4:1) | Escocia                                           | Sport Vlaanderen Herentals, Herentals, Bélgica |                                          |
|                            | - Steedman 0'41' (a.g.) - Ettalaki 4'44' - Dillien 6'30', 17'35', 36'47' - Robertson 24'03' (a.g.) - Ouadi 39'51' | Reporte   | - 9'38' (a.g.) Ghislandi - 29'47', 38'08' Aloulou | Árbitro(s): Ingus Puriņš Daniel Matkovic       | Árbitro(s): Ingus Puriņš Daniel Matkovic |

| 1 de febrero de 2020, 14:30 | Escocia                         | 2:2 (2:1) | Armenia                           | Sport Vlaanderen Herentals, Herentals, Bélgica |                                        |
|                             | - Steedman 2'19' - Smith 19'39' | Reporte   | - 5'41' Vitinho - 32'50' Galstyan | Árbitro(s): Ingus Puriņš Trayan Enchev         | Árbitro(s): Ingus Puriņš Trayan Enchev |

| 1 de febrero de 2020, 17:30 | Bélgica                                                                            | 5:1 (0:1) | Montenegro      | Sport Vlaanderen Herentals, Herentals, Bélgica             |                                                            |
|                             | - Rahou 23'33' - Adnane 24'10' - Diniz Pinheiro 29'25', 36'46' - Dahbi Reda 31'41' | Reporte   | - 2'45' Vuletic | Árbitro(s): Jacob Willem Machiel Van Dijke Daniel Matkovic | Árbitro(s): Jacob Willem Machiel Van Dijke Daniel Matkovic |

### Grupo C
| Equipo  | Pts | PJ | PG | PE | PP | GF | GC | Dif |
| ------- | --- | -- | -- | -- | -- | -- | -- | --- |
| Polonia | 0   | 0  | 0  | 0  | 0  | 0  | 0  |     |
| Grecia  | 0   | 0  | 0  | 0  | 0  | 0  | 0  |     |
| Suecia  | 0   | 0  | 0  | 0  | 0  | 0  | 0  |     |
| Malta   | 0   | 0  | 0  | 0  | 0  | 0  | 0  |     |

| 29 de enero de 2020, 17:00 | Polonia                                                      | 5:2 (3:1) | Grecia                                    | National Sports School, Pembroke, Malta    |                                            |
|                            | - Kubik 5'59', 7'16', 22'26' - Marek 17'55' - Lutecki 21'35' | Reporte   | - 3'27' Stavrakopoulos - 32'33' Karavidas | Árbitro(s): Aleš Mocnik Peric Igor Puzović | Árbitro(s): Aleš Mocnik Peric Igor Puzović |

| 29 de enero de 2020, 20:00 | Suecia                                                                                | 6:4 (5:2) | Malta                                                               | National Sports School, Pembroke, Malta   |                                           |
|                            | - Zhubi 1'23' - Cirak 4'53', 16'55' - Rossi 6'57' - Söderqvist 11'09' - Hiseni 26'04' | Reporte   | - 7'19' Azzopardi - 17'52' Milijic - 20'23' Telissi - 32'03' Frendo | Árbitro(s): Balázs Farkas Veljko Bošković | Árbitro(s): Balázs Farkas Veljko Bošković |

| 30 de enero de 2020, 17:00 | Suecia | 0:6 (0:3) | Polonia                                                                                            | National Sports School, Pembroke, Malta       |                                               |
|                            |        | Reporte   | - 5'55' Leszczak - 15'04' Solecki - 16'09' Wojciechowski - 20'45', 22'50' (pen.), 30'18' Zastawnik | Árbitro(s): Veljko Bošković Aleš Mocnik Peric | Árbitro(s): Veljko Bošković Aleš Mocnik Peric |

| 30 de enero de 2020, 20:00 | Malta              | 1:1 (0:0) | Grecia          | National Sports School, Pembroke, Malta |                                        |
|                            | - Azzopardi 20'18' | Reporte   | - 34'30' Karmis | Árbitro(s): Igor Puzović Balázs Farkas  | Árbitro(s): Igor Puzović Balázs Farkas |

| 1 de febrero de 2020, 16:00 | Grecia                                                   | 4:3 (1:2) | Suecia                                            | National Sports School, Pembroke, Malta    |                                            |
|                             | - Stavrakopoulos 7'37', 20'38', 31'09' - Malovits 29'53' | Reporte   | - 8'29' Marrah - 19'37' Smajlovic - 26'38' Hiseni | Árbitro(s): Igor Puzović Aleš Mocnik Peric | Árbitro(s): Igor Puzović Aleš Mocnik Peric |

| 1 de febrero de 2020, 19:00 | Malta | 0:11 (0:5) | Polonia | National Sports School, Pembroke, Malta   |                                           |
|                             |       | Reporte    | - 3'31', 30'39' (pen.) Leszczak - 5'09', 18'24' Marek - 10'51', 32'19' Gladczak - 14'18' Solecki - 22'15', 30'10' Wędzony - 25'44', 36'04' Lutecki | Árbitro(s): Balázs Farkas Veljko Bošković | Árbitro(s): Balázs Farkas Veljko Bošković |

### Grupo D
| Equipo     | Pts | PJ | PG | PE | PP | GF | GC | Dif |
| ---------- | --- | -- | -- | -- | -- | -- | -- | --- |
| Albania    | 6   | 3  | 2  | 0  | 1  | 8  | 3  | +5  |
| San Marino | 4   | 3  | 1  | 1  | 1  | 4  | 5  | -1  |
| Bulgaria   | 4   | 3  | 1  | 1  | 1  | 4  | 6  | -2  |
| Andorra    | 3   | 3  | 1  | 0  | 2  | 2  | 4  | -2  |

| 29 de enero de 2020, 16:30 (17:30 EET) | Albania                                                  | 4:1 (2:1) | San Marino       | Palace of Culture and Sports, Varna, Bulgaria |                                            |
|                                        | - Kaca 4'20' - Selmanaj 18'33', 22'19' - Rexhepaj 31'06' | Reporte   | - 12'48' Belloni | Árbitro(s): Petar Radojcic Yiangos Yiangou    | Árbitro(s): Petar Radojcic Yiangos Yiangou |

| 29 de enero de 2020, 19:00 (20:00 EET) | Andorra          | 1:2 (1:1) | Bulgaria                                    | Palace of Culture and Sports, Varna, Bulgaria |                                            |
|                                        | - Debboun 11'09' | Reporte   | - 16'55' Boycho Marev - 23'39' Karageorgiev | Árbitro(s): Stefan Vrijens Grigori Ošomkov    | Árbitro(s): Stefan Vrijens Grigori Ošomkov |

| 30 de enero de 2020, 16:30 (17:30 EET) | Andorra                | 1:0 (0:0) | Albania | Palace of Culture and Sports, Varna, Bulgaria |                                            |
|                                        | - Massana Valls 29'59' | Reporte   |         | Árbitro(s): Grigori Ošomkov Petar Radojcic    | Árbitro(s): Grigori Ošomkov Petar Radojcic |

| 30 de enero de 2020, 19:00 (20:00 EET) | Bulgaria           | 1:1 (0:0) | San Marino         | Palace of Culture and Sports, Varna, Bulgaria |                                            |
|                                        | - Stanković 33'05' | Reporte   | - 25'02' Busignani | Árbitro(s): Yiangos Yiangou Stefan Vrijens    | Árbitro(s): Yiangos Yiangou Stefan Vrijens |

| 1 de febrero de 2020, 16:00 (17:00 EET) | San Marino                         | 2:0 (0:0) | Andorra | Palace of Culture and Sports, Varna, Bulgaria |                                             |
|                                         | - Mattioli 35'56' - Moretti 39'49' | Reporte   |         | Árbitro(s): Grigori Ošomkov Yiangos Yiangou   | Árbitro(s): Grigori Ošomkov Yiangos Yiangou |

| 1 de febrero de 2020, 19:00 (20:00 EET) | Bulgaria           | 1:4 (0:2) | Albania                                                  | Palace of Culture and Sports, Varna, Bulgaria |                                           |
|                                         | - Stanković 31'00' | Reporte   | - 0'47', 38'38' Halimi - 15'43' Karaja - 26'04' Selmanaj | Árbitro(s): Stefan Vrijens Petar Radojcic     | Árbitro(s): Stefan Vrijens Petar Radojcic |

### Grupo E
| Equipo            | Pts | PJ | PG | PE | PP | GF | GC | Dif |
| ----------------- | --- | -- | -- | -- | -- | -- | -- | --- |
| Hungría           | 9   | 3  | 3  | 0  | 0  | 14 | 3  | +11 |
| Lituania          | 6   | 3  | 2  | 0  | 1  | 9  | 7  | +2  |
| Turquía           | 3   | 3  | 1  | 0  | 2  | 6  | 8  | -2  |
| Irlanda del Norte | 0   | 3  | 0  | 0  | 3  | 5  | 16 | -11 |

| 29 de enero de 2020, 15:00 (16:00 EET) | Hungría | 7:2 (4:1) | Irlanda del Norte               | Jonava Sports Arena, Jonava, Lituania |                                     |
|                                        | - Glenholmes 4'02' (a.g.) - Nagy 7'40' - Rábl 10'53' - Pál 11'31' - N. Horváth 28'26', 37'52' - Dávid 34'33' | Reporte   | - 18'52' Taylor - 25'19' Millar | Árbitro(s): Lukáš Peško Juan Boelen   | Árbitro(s): Lukáš Peško Juan Boelen |

| 29 de enero de 2020, 17:30 (18:30 EET) | Turquía                                             | 2:3 (1:0) | Lituania                                             | Jonava Sports Arena, Jonava, Lituania |                                     |
|                                        | - Kamil Can Akparlak 18'22' - Muhammed Özkan 24'29' | Reporte   | - 28'16' Zagurskas - 34'15', 35'34' (pen.) Sendžikas | Árbitro(s): Timo Onatsu Peter Nurse   | Árbitro(s): Timo Onatsu Peter Nurse |

| 30 de enero de 2020, 15:00 (16:00 EET) | Turquía | 0:3 (0:0) | Hungría                               | Jonava Sports Arena, Jonava, Lituania |                                     |
|                                        |         | Reporte   | - 21'48' Dróth - 25'14', 37'34' Dávid | Árbitro(s): Peter Nurse Lukáš Peško   | Árbitro(s): Peter Nurse Lukáš Peško |

| 30 de enero de 2020, 17:00 (18:00 EET) | Lituania                                                     | 5:1 (3:1) | Irlanda del Norte | Jonava Sports Arena, Jonava, Lituania |                                     |
|                                        | - Voskunovič 3'50', 5'09', 12'28' - Sendžikas 27'58', 33'29' | Reporte   | - 5'04' Donnelly  | Árbitro(s): Juan Boelen Timo Onatsu   | Árbitro(s): Juan Boelen Timo Onatsu |

| 1 de febrero de 2020, 16:00 (17:00 EET) | Irlanda del Norte    | 2:4 (1:2) | Turquía                                                                  | Jonava Sports Arena, Jonava, Lituania |                                     |
|                                         | - Gunn 4'27', 38'01' | Reporte   | - 16'36', 19'17' Kenan Köseoğlu - 37'19' Yusuf Aygün - 38'56' Cem Keskin | Árbitro(s): Peter Nurse Juan Boelen   | Árbitro(s): Peter Nurse Juan Boelen |

| 1 de febrero de 2020, 19:00 (20:00 EET) | Lituania           | 1:4 (1:3) | Hungría                                           | Jonava Sports Arena, Jonava, Lituania |                                     |
|                                         | - Zagurskas 13'02' | Reporte   | - 0'47' Dávid - 6'39', 13'33' Dróth - 29'24' Rábl | Árbitro(s): Timo Onatsu Lukáš Peško   | Árbitro(s): Timo Onatsu Lukáš Peško |

### Grupo F
| Equipo   | Pts | PJ | PG | PE | PP | GF | GC | Dif |
| -------- | --- | -- | -- | -- | -- | -- | -- | --- |
| Georgia  | 9   | 3  | 3  | 0  | 0  | 18 | 4  | +14 |
| Alemania | 6   | 3  | 2  | 0  | 1  | 13 | 10 | +3  |
| Kosovo   | 3   | 3  | 1  | 0  | 2  | 9  | 16 | -7  |
| Austria  | 0   | 3  | 0  | 0  | 3  | 7  | 17 | -10 |

| 29 de enero de 2020, 13:00 (16:00 GET) | Kosovo                                                    | 4:2 (4:0) | Austria                                   | Palacio Olímpico de Tiflis, Tiflis, Georgia |                                            |
|                                        | - Dobroshi 9'12' - Qerimi 10'43', 11'25' - Topilla 10'54' | Reporte   | - 25'06' (pen.) Dizdarevic - 34'17' Jatic | Árbitro(s): Adrian Tschopp Vitali Rakutski  | Árbitro(s): Adrian Tschopp Vitali Rakutski |

| 29 de enero de 2020, 16:00 (19:00 GET) | Alemania        | 1:3 (1:1) | Georgia                                                     | Palacio Olímpico de Tiflis, Tiflis, Georgia |                                         |
|                                        | - Fischer 4'55' | Reporte   | - 10'46' Sebiskveradze - 28'59' Thales - 30'53' Jvarashvili | Árbitro(s): Josip Barton Viktor Bugenko     | Árbitro(s): Josip Barton Viktor Bugenko |

| 30 de enero de 2020, 13:00 (16:00 GET) | Alemania                                                                                               | 8:4 (2:1) | Kosovo                                                      | Palacio Olímpico de Tiflis, Tiflis, Georgia |                                          |
|                                        | - Saglam 8'57', 38'43' - Meyer 13'34', 35'40', 38'36' - Sözer 28'51' - Hoffmann 34'43' - Wittig 37'22' | Reporte   | - 0'27', 24'07' Maxharraj - 22'59' Qerimi - 29'17' Kelmendi | Árbitro(s): Vitali Rakutski Josip Barton    | Árbitro(s): Vitali Rakutski Josip Barton |

| 30 de enero de 2020, 16:00 (19:00 GET) | Georgia | 9:2 (6:2) | Austria                                 | Palacio Olímpico de Tiflis, Tiflis, Georgia |                                           |
|                                        | - Saiotti 0'26', 15'33', 17'44', 23'37' - Sebiskveradze 7'46', 9'50', 15'52' - Thales 34'42' - Jvarashvili 39'04' | Reporte   | - 8'06' Vozenilek - 18'41' Steinwandter | Árbitro(s): Viktor Bugenko Adrian Tschopp   | Árbitro(s): Viktor Bugenko Adrian Tschopp |

| 1 de febrero de 2020, 16:00 (19:00 GET) | Austria                                                       | 3:4 (1:2) | Alemania                                             | Palacio Olímpico de Tiflis, Tiflis, Georgia |                                            |
|                                         | - Muharemovic 0'52' - Dizdarevic 31'43' - Meitz 38'58' (pen.) | Reporte   | - 0'41', 21'50' Saglam - 17'13' Claus - 25'00' Meyer | Árbitro(s): Vitali Rakutski Viktor Bugenko  | Árbitro(s): Vitali Rakutski Viktor Bugenko |

| 1 de febrero de 2020, 19:00 (22:00 GET) | Georgia                                                                                   | 6:1 (3:0) | Kosovo             | Palacio Olímpico de Tiflis, Tiflis, Georgia |                                         |
|                                         | - Sebiskveradze 1'58', 17'30', 28'45' - Saiotti 7'59' - Kurtanidze 25'33' - Thales 29'31' | Reporte   | - 27'12' Maxharraj | Árbitro(s): Josip Barton Adrian Tschopp     | Árbitro(s): Josip Barton Adrian Tschopp |

### Grupo G
| Equipo    | Pts | PJ | PG | PE | PP | GF | GC | Dif |
| --------- | --- | -- | -- | -- | -- | -- | -- | --- |
| Letonia   | 4   | 2  | 1  | 1  | 0  | 8  | 2  | +5  |
| Dinamarca | 4   | 2  | 1  | 1  | 0  | 6  | 4  | +2  |
| Estonia   | 0   | 2  | 0  | 0  | 2  | 3  | 10 | -7  |

| 30 de enero de 2020, 18:00 (19:00 EET) | Estonia          | 1:6 (0:4) | Letonia                                                                                          | Zemgale Olympic Center, Jelgava, Letonia              |                                                       |
|                                        | - Bõstrov 21'49' | Reporte   | - 1'23', 10'15' Ar. Kulešovs - 4'38', 18'47' Mik. Babris - 24'13' Matjušenko - 36'10' J. Pastars | Árbitro(s): David Schaerli Bogdan Valentin Hanceariuc | Árbitro(s): David Schaerli Bogdan Valentin Hanceariuc |

| 31 de enero de 2020, 18:00 (19:00 EET) | Dinamarca                                              | 4:2 (3:0) | Estonia                               | Zemgale Olympic Center, Jelgava, Letonia          |                                                   |
|                                        | - Mengel 8'14', 15'13' - Falck 12'27' - Laursen 32'05' | Reporte   | - 23'06' Babjak - 39'21' (a.g.) Haagh | Árbitro(s): Vasilios Christodoulis David Schaerli | Árbitro(s): Vasilios Christodoulis David Schaerli |

| 1 de febrero de 2020, 19:00 (20:00 EET) | Letonia                     | 2:2 (1:1) | Dinamarca                     | Zemgale Olympic Center, Jelgava, Letonia                      |                                                               |
|                                         | - Matjušenko 17'00', 33'14' | Reporte   | - 8'17' Mengel - 26'19' Lucht | Árbitro(s): Bogdan Valentin Hanceariuc Vasilios Christodoulis | Árbitro(s): Bogdan Valentin Hanceariuc Vasilios Christodoulis |

### Grupo H
| Equipo     | Pts | PJ | PG | PE | PP | GF | GC | Dif |
| ---------- | --- | -- | -- | -- | -- | -- | -- | --- |
| Moldavia   | 0   | 0  | 0  | 0  | 0  | 0  | 0  |     |
| Israel     | 0   | 0  | 0  | 0  | 0  | 0  | 0  |     |
| Inglaterra | 0   | 0  | 0  | 0  | 0  | 0  | 0  |     |

| 30 de enero de 2020, 17:30 (18:30 EET) | Israel               | 1:4 (1:2) | Moldavia                                                        | Futsal Arena Ciorescu, Ciorescu, Moldavia    |                                              |
|                                        | - T. Shkolnik 37'55' | Reporte   | - 8'47' Tacot - 10'24' S. Munteanu - 24'24', 35'26' Nicolaiciuc | Árbitro(s): Tomasz Frak Vlad Nicolae Ciobanu | Árbitro(s): Tomasz Frak Vlad Nicolae Ciobanu |

| 31 de enero de 2020, 17:30 (18:30 EET) | Inglaterra    | 1:1 (0:0) | Israel         | Futsal Arena Ciorescu, Ciorescu, Moldavia      |                                                |
|                                        | - Ward 36'16' | Reporte   | - 33'33' Lavie | Árbitro(s): Vlad Nicolae Ciobanu Haris Curovac | Árbitro(s): Vlad Nicolae Ciobanu Haris Curovac |

| 1 de febrero de 2020, 19:00 (20:00 EET) | Moldavia                                       | 3:0 (3:0) | Inglaterra | Futsal Arena Ciorescu, Ciorescu, Moldavia |                                       |
|                                         | - Burdujel 3'31' - Obadă 16'11' - Tacot 18'05' | Reporte   |            | Árbitro(s): Haris Curovac Tomasz Frak     | Árbitro(s): Haris Curovac Tomasz Frak |

### Grupo I
| Equipo              | Pts | PJ | PG | PE | PP | GF | GC | Dif |
| ------------------- | --- | -- | -- | -- | -- | -- | -- | --- |
| Noruega             | 6   | 2  | 2  | 0  | 0  | 9  | 3  | +6  |
| Macedonia del Norte | 3   | 2  | 1  | 0  | 1  | 2  | 2  | 0   |
| Gales               | 0   | 2  | 0  | 0  | 2  | 2  | 8  | -6  |

| 30 de enero de 2020, 19:00 | Gales | 0:1 (0:0) | Macedonia del Norte | Jane Sandanski Arena, Skopie, Macedonia del Norte |                                           |
|                            |       | Reporte   | - 22'26' Dandan     | Árbitro(s): Moshe Bohbot Slawomir Steczko         | Árbitro(s): Moshe Bohbot Slawomir Steczko |

| 31 de enero de 2020, 19:00 | Noruega | 7:2 (3:1) | Gales                                 | Jane Sandanski Arena, Skopie, Macedonia del Norte |                                                   |
|                            | - Hugh 2'17' (a.g.) - Fossli 10'01', 34'13' - Eggen 12'00' - Vucenovic 27'51' - Stølan 30'21' - Røttingsnes 35'29' | Reporte   | - 13'24' Zulkarnain - 21'46' Williams | Árbitro(s): Slawomir Steczko Michael Christofides | Árbitro(s): Slawomir Steczko Michael Christofides |

| 1 de febrero de 2020, 19:00 | Macedonia del Norte | 1:2 (1:0) | Noruega                            | Jane Sandanski Arena, Skopie, Macedonia del Norte |                                               |
|                             | - Krstevski 4'48'   | Reporte   | - 22'07' Pedersen - 37'07' Rakvaag | Árbitro(s): Michael Christofides Moshe Bohbot     | Árbitro(s): Michael Christofides Moshe Bohbot |

### Ranking de terceros
Para determinar los cinco mejores equipos en tercer lugar de la ronda de clasificación que avanzan a los play-offs de la ronda de clasificación, solo se tienen en cuenta los resultados de los equipos en tercer lugar contra los equipos en primer y segundo lugar de su grupo.
Reglas de clasificación:
1. puntos;
2. diferencia de goles;
3. goles marcados;
4. puntos disciplinarios;
5. clasificación de coeficientes;
6. sorteo.

| Gr | Selección  | Pts | PJ | PG | PE | PP | GF | GC | Dif |
| -- | ---------- | --- | -- | -- | -- | -- | -- | -- | --- |
| D  | Bulgaria   | 1   | 2  | 0  | 1  | 1  | 2  | 5  | -3  |
| H  | Inglaterra | 1   | 2  | 0  | 1  | 1  | 1  | 4  | -3  |
| E  | Turquía    | 0   | 2  | 0  | 0  | 2  | 2  | 6  | -4  |
| A  | Suiza      | 0   | 2  | 0  | 0  | 2  | 5  | 11 | -6  |
| B  | Montenegro | 0   | 2  | 0  | 0  | 2  | 2  | 8  | -6  |
| I  | Gales      | 0   | 2  | 0  | 0  | 2  | 2  | 8  | -6  |
| G  | Estonia    | 0   | 2  | 0  | 0  | 2  | 3  | 10 | -7  |
| C  | Suecia     | 0   | 2  | 0  | 0  | 2  | 3  | 10 | -7  |
| F  | Kosovo     | 0   | 2  | 0  | 0  | 2  | 5  | 14 | -9  |

Notas:
- Empatados en puntos disciplinarios (-4). Clasificado en el ranking de coeficientes: Montenegro 29, Gales 40.
- Clasificado en puntos disciplinarios: Estonia -4, Suecia -5.

## Eliminatorias de la ronda de clasificación

### Sorteo
El sorteo de los play-offs de la ronda de clasificación se celebró el 13 de febrero de 2020 a las 14:15 CET (UTC+1), en la sede de la UEFA en Nyon, Suiza. La clasificación de los 14 equipos (nueve subcampeones de grupo de la ronda de clasificación y los cinco mejores terceros de la ronda de clasificación) se basó en la nueva clasificación de coeficientes de selecciones nacionales masculinas de fútbol sala basada en Elo tomada el 3 de febrero de 2020, con el siete subcampeones de grupo con el ranking de coeficiente más alto sembrados en el Bombo 2, y los dos subcampeones de grupo restantes y los cinco equipos terceros no clasificados en el Bombo 1. Se emparejaron en siete series, con los equipos en el Bombo 2 albergando el segunda partido de local. Los equipos del mismo grupo de la ronda de clasificación no se pueden emparejar entre sí. 
| Equipo              | Pos. | Coef.   | Rank |
| ------------------- | ---- | ------- | ---- |
| Macedonia del Norte | I2   | 1423.49 | 25   |
| Dinamarca           | G2   | 1225.82 | 33   |
| Alemania            | F2   | 1181.14 | 34   |
| Grecia              | C2   | 1164.92 | 36   |
| Armenia             | B2   | 1158.74 | 37   |
| Chipre              | A2   | 1145.80 | 39   |
| Lituania            | E2   | 1131.40 | 40   |

| Equipo     | Pos. | Coef.   | Rank |
| ---------- | ---- | ------- | ---- |
| Israel     | H2   | 1027.40 | 41   |
| San Marino | D2   | 894.05  | 44   |
| Turquía    | E3   | 1276.95 | 28   |
| Inglaterra | H3   | 1269.46 | 29   |
| Montenegro | B3   | 1260.29 | 31   |
| Suiza      | A3   | 1168.49 | 35   |
| Bulgaria   | D3   | 1153.23 | 38   |

### Partidos
Los ganadores de cada eliminatoria avanzan a la fase de grupos de clasificación para unirse a los 16 equipos que reciben byes y los nueve ganadores de grupo de la ronda de clasificación. Los play-offs de la ronda clasificatoria estaban programados originalmente para jugarse entre el 6 y el 15 de abril de 2020, pero se habían pospuesto debido a la pandemia de COVID-19, para una fecha posterior comprendida tentativamente entre junio y mediados de diciembre. El 17 de junio de 2020, la UEFA anunció que los partidos se habían reprogramado para jugarse entre el 2 y el 11 de noviembre de 2020.
| Equipo 1   | Agr.       | Equipo 2            | Ida       | Vuelta    |
| ---------- | ---------- | ------------------- | --------- | --------- |
| Turquía    | 4–4 (v)    | Grecia              | 3–3       | 1–1       |
| San Marino | 1–4        | Dinamarca           | 1–2       | 0–2       |
| Israel     | 6–5        | Chipre              | 3–2       | 3–3       |
| Suiza      | 7–7 (v)    | Alemania            | 4–2       | 3–5       |
| Inglaterra | 0–10 (w/o) | Macedonia del Norte | 0–5 (w/o) | 0–5 (w/o) |
| Bulgaria   | 1–7        | Armenia             | 0–4       | 1–3       |
| Montenegro | 5–1        | Lituania            | 3–0       | 2–1       |

Las horas son CET (UTC+1), según lo enumerado por la UEFA (las horas locales, si son diferentes, están entre paréntesis). 

#### Turquía vs Grecia
| 6 de noviembre de 2020 | Turquía                                                         | 3:3 (2:2) | Grecia                                        | Gazanfer Bilge Sports Hall, İzmit, Turquía   |                                              |
| 16:00 (18:00 TRT)      | - Cem Keskin 1'01' - Berkan Keskin 18'41' - Anıl Özçelik 25'17' | Reporte   | - 2'00' Manos - 8'19' Artinos - 32'51' Ntatis | Árbitro(s): Daniel Matkovic Marco Rothenfluh | Árbitro(s): Daniel Matkovic Marco Rothenfluh |

| 12 de noviembre de 2020 | Grecia          | 1:1 (1:0) (Global 4:4) | Turquía             | Dais Sports Hall, Atenas, Grecia       |                                        |
| 16:00 (17:00 EET)       | - Ntatis 15'56' | Reporte                | - 39'18' Cem Keskin | Árbitro(s): Alem Bajrovic Igor Puzović | Árbitro(s): Alem Bajrovic Igor Puzović |

#### San Marino vs Dinamarca
| 4 de noviembre de 2020 | San Marino          | 1:2 (0:1) | Dinamarca                    | Multieventi Sport Domus, Serravalle, San Marino |                                          |
| 18:00                  | - Michelotti 32'51' | Reporte   | - 14'42' Falck - 25'10' Fogt | Árbitro(s): Petar Radojcic Nebojsa Panic        | Árbitro(s): Petar Radojcic Nebojsa Panic |

| 8 de noviembre de 2020 | Dinamarca                         | 2:0 (1:0) (Global 4:1) | San Marino | Spar Nord Arena Slagelse, Slagelse, Dinamarca |                                           |
| 14:00                  | - Laursen 16'36' - El-Ouaz 26'32' | Reporte                |            | Árbitro(s): Marjan Mladenovski Jan Kresta     | Árbitro(s): Marjan Mladenovski Jan Kresta |

#### Israel vs Chipre
| 3 de noviembre de 2020 | Israel                                 | 3:2 (2:1) | Chipre                                | Beit Maccabi, Rishon LeZion, Israel          |                                              |
| 19:00 (20:00 IST)      | - Cohen 1'11' - Diedunov 5'14', 26'24' | Reporte   | - 18'23' Stylianou - 20'07' Skarparis | Árbitro(s): Vlad Nicolae Ciobanu Daniel Deca | Árbitro(s): Vlad Nicolae Ciobanu Daniel Deca |

| 7 de noviembre de 2020 | Chipre                                 | 3:3 (2:2) (Global 5:6) | Israel                                                 | Pabellón cubierto Eleftheria, Nicosia, Chipre |                                             |
| 16:00 (17:00 EET)      | - Kanjo 1'01', 37'11' - Alexiou 12'10' | Reporte                | - 7'06' Itzhak Halevy - 19'56' (pen.), 35'48' Diedunov | Árbitro(s): Timo Onatsu Arttu Kyynaeraeinen   | Árbitro(s): Timo Onatsu Arttu Kyynaeraeinen |

#### Suiza vs Alemania
| 6 de noviembre de 2020 | Suiza                                                           | 4:2 (1:1) | Alemania                        | GoEasy Arena, Untersiggenthal, Suiza   |                                        |
| 19:00                  | - Gössi 13'22', 30'58' - Marcoyannakis 35'20' - Silverio 36'05' | Reporte   | - 0'45' Fischer - 38'31' Saglam | Árbitro(s): Stefan Vrijens Juan Boelen | Árbitro(s): Stefan Vrijens Juan Boelen |

| 9 de noviembre de 2020 | Alemania                                                                     | 5:3 (2:1) (Global 7:7) | Suiza                                   | Arena Ludwigsburg, Luisburgo, Alemania     |                                            |
| 19:00                  | - Saglam 6'50' - Wittig 11'26' - Zankl 29'48' - Meyer 31'10' - Sipahi 37'56' | Reporte                | - 16'07', 28'20' Buckson - 28'36' Gössi | Árbitro(s): Lukáš Peško Rastislav Behancin | Árbitro(s): Lukáš Peško Rastislav Behancin |

#### Inglaterra vs Macedonia del Norte
| 8 de noviembre de 2020 | Inglaterra | 0:5     | Macedonia del Norte | Jane Sandanski Arena, Skopie, Macedonia del Norte |  |
| 18:30 |            | Reporte |                     |                                                   |  |
| El partido Inglaterra vs Macedonia del Norte se iba a jugar originalmente en Macedonia del Norte, debido a que la Asociación Inglesa de Fútbol recortó todos los fondos para el equipo nacional de fútbol sala de Inglaterra en respuesta a la pandemia de COVID-19. |            |         |                     |                                                   |  |

| 9 de noviembre de 2020 | Macedonia del Norte | 5:0 (Global 10:0) | Inglaterra | Jane Sandanski Arena, Skopie, Macedonia del Norte |  |
| 18:30 |                     | Reporte           |            |                                                   |  |
| En septiembre, la Asociación Inglesa de Fútbol dijo que la financiación para los equipos de fútbol sala de Inglaterra terminaría debido a los recortes presupuestarios inevitables asociados con la pandemia de COVID-19. |                     |                   |            |                                                   |  |

#### Bulgaria vs Armenia
| 6 de diciembre de 2020 | Bulgaria | 0:4 (0:3) | Armenia                                                              | Palace of Culture and Sports, Varna, Bulgaria      |                                                    |
| 17:30 (18:30 EET)      |          | Reporte   | - 10'38' (pen.), 17'51' Manukian - 19'16' Manukian - 39'02' Sanosyan | Árbitro(s): Antonios Adamopoulos Panagiotis Ntalas | Árbitro(s): Antonios Adamopoulos Panagiotis Ntalas |

| 9 de diciembre de 2020 | Armenia                                               | 3:1 (1:0) (Global 7:1) | Bulgaria         | Palace of Culture and Sports, Varna, Bulgaria |                                           |
| 16:00 (17:00 EET) | - Aslanian 10'47' - Galstyan 28'09' - Sanosyan 31'34' | Reporte                | - 28'00' Baharov | Árbitro(s): Moshe Bohbot Raafat Al Hamola     | Árbitro(s): Moshe Bohbot Raafat Al Hamola |
| Los dos partidos entre Bulgaria y Armenia, originalmente programados para jugarse el 5 de noviembre a las 18:30 EET y el 8 de noviembre a las 17:00 EET, ambos en el Palacio de Cultura y Deportes de Varna (partido de vuelta originalmente programado para jugarse el 11 de noviembre, 17:00 AMT, en la Yerevan Football Academy, Ereván, antes de mudarse a Bulgaria), se pospusieron al 6 y 9 de diciembre debido a los resultados positivos de la prueba COVID-19 en varios miembros del cuerpo técnico de la selección nacional de fútbol sala de Armenia. |                                                       |                        |                  |                                               |                                           |

#### Montenegro vs Lituania
| 2 de noviembre de 2020 | Montenegro                                                     | 3:0 (0:0) | Lituania | Verde Complex, Podgorica, Montenegro     |                                          |
| 18:00                  | - Ćorović 31'05' - Vidaković 35'06' - Iv. Mugoša 40'00' (pen.) | Reporte   |          | Árbitro(s): Tomasz Frak Slawomir Steczko | Árbitro(s): Tomasz Frak Slawomir Steczko |

| 8 de noviembre de 2020 | Lituania           | 1:2 (0:1) (Global 1:5) | Montenegro                           | Jonava Sports Arena, Jonava, Lituania |                                      |
| 18:30 (19:30 EET)      | - Sendžikas 24'35' | Reporte                | - 9'32' Drašković - 23'36' Vidaković | Árbitro(s): Marc Birkett Kamil Çetin  | Árbitro(s): Marc Birkett Kamil Çetin |

## Fase de grupos de clasificación

### Sorteo
El sorteo de la fase de grupos de clasificación y los play-offs se llevó a cabo el 2 de septiembre de 2020, 13:15 CEST (UTC+2), en la sede de la UEFA en Nyon, Suiza (originalmente programado para el 14 de mayo de 2020, pero pospuesto debido al COVID -19 pandemia, inicialmente hasta el 7 de julio de 2020). Los 32 equipos se dividieron en ocho grupos de cuatro. La clasificación de los 25 equipos que ya se habían clasificado en el momento del sorteo (16 equipos de la ronda élite de clasificación para la Copa del Mundo que recibieron el pase a esta ronda y nueve ganadores de grupo de la ronda de clasificación) se basó en el nuevo fútbol nacional masculino de fútbol sala basado en el sistema de puntuación Elo de equipo tomada en el momento del sorteo, con ocho equipos cabezas de serie en cada uno de los Bomberos A, B y C, y un equipo cabeza de serie en el Bombo D. Los siete ganadores de los play-offs de la ronda de clasificación, cuya identidad se desconocía en ese momento del sorteo, fueron sembrados en el Bombo E. Primero, los equipos del Bombo E fueron sorteados a la posición 1 de los Grupos 1-7, y el equipo del Bombo D fue atraído a cualquiera de las posiciones 1, 2, 3 o 4 del Grupo 8. A continuación, los equipos de los bombos C, B y luego A se colocaron en cualquiera de las posiciones 1 (solo Grupo 8), 2, 3 o 4 de los Grupos 1–8. Según las decisiones tomadas por el Panel de Emergencia de la UEFA, Azerbaiyán y Armenia (que pueden avanzar desde los play-offs de la ronda de clasificación), y Rusia y Ucrania, no pudieron ser ubicados en el mismo grupo. 

### Grupos
Los ganadores de cada grupo y los seis mejores subcampeones se clasifican para la fase final, mientras que los dos subcampeones restantes avanzan a los play-offs. La fase de grupos de clasificación estaba programada originalmente para jugarse entre febrero y septiembre de 2021. El 17 de junio de 2020, la UEFA anunció que los partidos se habían reprogramado para jugarse entre el 2 de noviembre de 2020 y el 14 de abril de 2021.
Los horarios hasta el 27 de marzo de 2020 son CET (UTC+1), a partir de entonces los horarios son CEST (UTC+2), según lo enumerado por la UEFA (los horarios locales, si son diferentes, están entre paréntesis).

### Grupo 1
| Equipo    | Pts | PJ | PG | PE | PP | GF | GC | Dif |
| --------- | --- | -- | -- | -- | -- | -- | -- | --- |
| Croacia   | 18  | 6  | 6  | 0  | 0  | 28 | 6  | +22 |
| Ucrania   | 9   | 5  | 3  | 0  | 2  | 28 | 17 | +11 |
| Dinamarca | 3   | 6  | 1  | 0  | 5  | 10 | 29 | -19 |
| Albania   | 3   | 5  | 1  | 0  | 4  | 8  | 22 | -14 |

| 27 de enero de 2021 | Croacia                                                        | 4:1 (2:1) | Albania          | Varaždin Arena, Varaždin, Croacia               |                                                 |
| 17:00               | - Marinović 18'32', 30'34' - Perišić 19'48' - Matošević 34'13' | Reporte   | - 2'02' Selmanaj | Árbitro(s): Ingo Heemsoth Michael Lima De Sousa | Árbitro(s): Ingo Heemsoth Michael Lima De Sousa |

| 30 de enero de 2021 | Dinamarca         | 1:4 (1:1) | Croacia                                                                 | Ceres Park & Arena, Aarhus, Dinamarca         |                                               |
| 15:00               | - Jørgensen 9'42' | Reporte   | - 6'35' J. Suton - 23'12' Perišić - 31'52' Marinović - 34'02' Matošević | Árbitro(s): Slawomir Steczko Dominik Cipinski | Árbitro(s): Slawomir Steczko Dominik Cipinski |

| 31 de enero de 2021 | Albania                                             | 3:10 (2:5) | Ucrania | Tirana Olympic Park, Tirana, Albania |                                     |
| 18:00               | - Mejzini 8'53' - A. Brahimi 12'07' - Karaja 33'52' | Reporte    | - 0'30', 13'43', 26'54' Zvarych - 5'15' Shoturma - 13'03' Bilotserkivets - 18'57', 25'35' Fareniuk - 22'31' Mykola Grytsyna - 35'05' Yeromin - 39'30' Malyshko | Árbitro(s): Ozan Soykan Murat Colak  | Árbitro(s): Ozan Soykan Murat Colak |

| 3 de marzo de 2021 | Albania                   | 1:3 (1:1) | Dinamarca                                       | Tirana Olympic Park, Tirana, Albania            |                                                 |
| 19:00              | - Rasmussen 19'33' (a.g.) | Reporte   | - 13'27' Jørgensen - 27'30' Veis - 38'52' Falck | Árbitro(s): Talgat Kosmukhambetov Aslan Galayev | Árbitro(s): Talgat Kosmukhambetov Aslan Galayev |

| 3 de marzo de 2021 | Croacia                                           | 3:2 (1:2) | Ucrania                           | Pabellón Gradski vrt, Osijek, Croacia  |                                        |
| 19:30              | - J. Suton 1'09' - Jelovčić 34'49' - Perić 37'47' | Reporte   | - 8'39' Pediash - 18'31' Malyshko | Árbitro(s): Stefan Vrijens Juan Boelen | Árbitro(s): Stefan Vrijens Juan Boelen |

| 4 de marzo de 2021 | Dinamarca                      | 2:3 (0:2) | Albania                                  | Tirana Olympic Park, Tirana, Albania   |                                        |
| 13:00              | - Falck 33'04' - Hansen 39'06' | Reporte   | - 9'49', 28'54' Selmanaj - 11'39' Halimi | Árbitro(s): Haris Curovac Ademir Avdic | Árbitro(s): Haris Curovac Ademir Avdic |

| 7 de marzo de 2021 | Ucrania                                   | 2:7 (2:2) | Croacia                                                                                                | Palacio de Deportes Yunist, Zaporiyia, Ucrania |                                            |
| 18:00 (19:00 EET)  | - Shoturma 10'39' (pen.) - Zvarych 11'12' | Reporte   | - 8'08' Matošević - 14'44', 22'52', 34'40' Marinović - 30'07' Jelovčić - 31'47' Kanjuh - 38'45' Sukhov | Árbitro(s): Kirill Naishouler Paavo Komppa     | Árbitro(s): Kirill Naishouler Paavo Komppa |

| 7 de abril de 2021 | Dinamarca                            | 2:6 (1:2) | Ucrania                                                                                  | Palacio de Deportes Yunist, Zaporiyia, Ucrania |                                            |
|                    | - Falck 4'54' - Zhurba 39'12' (pen.) | Reporte   | - 4'11' Pediash - 17'24' (a.g.) Veis - 20'48', 25'34' Abakshyn - 37'52', 38'31' Fareniuk | Árbitro(s): Lukáš Peško Rastislav Behancin     | Árbitro(s): Lukáš Peško Rastislav Behancin |

| 7 de abril de 2021 | Albania | 0:3 (0:1) | Croacia                                           | Tirana Olympic Park, Tirana, Albania         |                                              |
|                    |         | Reporte   | - 9'37' Marinović - 27'47' Perić - 28'47' Sekulić | Árbitro(s): Yiangos Yiangou Georgios Kozakos | Árbitro(s): Yiangos Yiangou Georgios Kozakos |

| 8 de abril de 2021 | Ucrania | 8:2 (5:2) | Dinamarca                          | Palacio de Deportes Yunist, Zaporiyia, Ucrania |                                          |
| 18:00              | - Korsun 4'03' - Mykytiuk 9'46' - Malyshko 10'34' - Abakshyn 11'56' - Lebid 18'19', 25'58' - Razuvanov 21'54', 37'41' | Reporte   | - 4'48' Goddard - 10'19' Rasmussen | Árbitro(s): Tomasz Frak Dominik Cipinski       | Árbitro(s): Tomasz Frak Dominik Cipinski |

| 11 de abril de 2021 | Croacia                                                                                  | 7:0 (3:0) | Dinamarca | Varaždin Arena, Varaždin, Croacia                                      |                                                                        |
|                     | - Jurić 09'00', 14'06', 22'01' (pen.) - Kustura 19'29' - Jurlina 25'20' - Sekulić 37'22' | Reporte   |           | Árbitro(s): Cristiano José Cardoso Santos Filipe Gonçalo Santos Duarte | Árbitro(s): Cristiano José Cardoso Santos Filipe Gonçalo Santos Duarte |

| 11 de abril de 2021 | Ucrania | vs.     | Albania | Palacio de Deportes Yunist, Zaporiyia, Ucrania |             |
|                     |         | Reporte |         | Árbitro(s):                                    | Árbitro(s): |

### Grupo 2
| Equipo  | Pts | PJ | PG | PE | PP | GF | GC | Dif |
| ------- | --- | -- | -- | -- | -- | -- | -- | --- |
| Rusia   | 18  | 6  | 6  | 0  | 0  | 26 | 5  | +21 |
| Georgia | 10  | 6  | 3  | 1  | 2  | 15 | 15 | 0   |
| Francia | 5   | 6  | 1  | 2  | 3  | 18 | 20 | -2  |
| Armenia | 1   | 6  | 0  | 1  | 5  | 9  | 28 | -19 |

| 8 de diciembre de 2020 | Francia                                                                  | 4:4 (4:3) | Georgia                                                          | Halle Georges Carpentier, París, Francia    |                                             |
| 19:00                  | - Ramirez 1'26' (pen.) - Alla 16'05' (pen.) - A. Mohammed 19'10', 19'50' | Reporte   | - 1'59' Bynho - 7'23' Roninho - 9'07' Elisandro - 32'18' Saiotti | Árbitro(s): Admir Zahovič Aleš Mocnik Peric | Árbitro(s): Admir Zahovič Aleš Mocnik Peric |

| 29 de enero de 2021 | Rusia                                                                                            | 6:0 (3:0) | Armenia | USC Podmoskovie, Shchólkovo, Rusia         |                                            |
| 17:00 (19:00 MSK)   | - Davydov 10'02', 22'32' - Shisterov 10'38' - Chishkala 17'06' - Robinho 22'53' - Kudziev 35'35' | Reporte   |         | Árbitro(s): Borislav Kolev Kaloyan Kirilov | Árbitro(s): Borislav Kolev Kaloyan Kirilov |

| 2 de febrero de 2021 | Georgia | 0:4 (0:2) | Rusia                                                   | Palacio Olímpico de Tiflis, Tiflis, Georgia |                                         |
| 15:00 (18:00 GET)    |         | Reporte   | - 4'38' Romulo - 9'50', 32'17' Niyazov - 27'03' Davydov | Árbitro(s): Josip Barton Done Ristovski     | Árbitro(s): Josip Barton Done Ristovski |

| 3 de febrero de 2021 | Armenia                                                        | 4:4 (3:1) | Francia                                                 | FFA Technical Center-Academy, Ereván, Armenia |                                          |
| 14:00 (17:00 AMT)    | - Melkonyan 6'46', 14'26' - Mashumyan 13'30' - Aslanian 30'34' | Reporte   | - 15'42' Lutin - 21'24', 34'06' N'Gala - 30'13' Ramirez | Árbitro(s): David Glavonjic Ademir Avdic      | Árbitro(s): David Glavonjic Ademir Avdic |

| 5 de marzo de 2021 | Georgia                                                         | 5:0 (2:0) | Armenia | Palacio Olímpico de Tiflis, Tiflis, Georgia |                                      |
| 15:15 (18:15 GET)  | - Elisandro 1'41', 3'31', 23'15' - Sebiskveradze 26'12', 38'18' | Reporte   |         | Árbitro(s): Trayan Enchev Ivo Tsenov        | Árbitro(s): Trayan Enchev Ivo Tsenov |

| 5 de marzo de 2021 | Francia                             | 2:3 (0:0) | Rusia                                       | Halle Georges Carpentier, París, Francia                 |                                                          |
| 21:05              | - Mouhoudine 36'32' - N'Gala 39'01' | Reporte   | - 21'43' Chishkala - 32'29', 37'12' Robinho | Árbitro(s): David Urdánoz Apezteguía Javier Moreno Reina | Árbitro(s): David Urdánoz Apezteguía Javier Moreno Reina |

| 9 de marzo de 2021 | Rusia                                                                           | 5:1 (1:1) | Francia          | USC Podmoskovie, Shchólkovo, Rusia                          |                                                             |
| 15:00 (17:00 MSK)  | - Abramov 12'12' - Kotlyarov 28'29', 37'19' - Afanasyev 31'47' - Davydov 38'49' | Reporte   | - 12'54' Andrade | Árbitro(s): Vlad Nicolae Ciobanu Bogdan Valentin Hanceariuc | Árbitro(s): Vlad Nicolae Ciobanu Bogdan Valentin Hanceariuc |

| 10 de marzo de 2021 | Armenia                              | 2:3 (1:2) | Georgia                                             | FFA Technical Center-Academy, Ereván, Armenia |                                             |
| 14:00 (17:00 AMT)   | - Mashumyan 11'33' - Nevedrov 20'26' | Reporte   | - 5'56' Kurtanidze - 8'09' Bynho - 22'03' Elisandro | Árbitro(s): Grigori Ošomkov Jagnar Jakobson   | Árbitro(s): Grigori Ošomkov Jagnar Jakobson |

| 9 de abril de 2021 | Georgia                                | 3:2 (3:2) | Francia                        | Palacio Olímpico de Tiflis, Tiflis, Georgia |                                             |
|                    | - Thales 5'14', 19'54' - Roninho 5'30' | Reporte   | - 2'33' N'Gala - 12'25' Belhaj | Árbitro(s): Iurii Neverov Grigori Zelentsov | Árbitro(s): Iurii Neverov Grigori Zelentsov |

| 9 de abril de 2021 | Armenia                             | 2:5 (0:3) | Rusia                                                                               | FFA Technical Center-Academy, Ereván, Armenia |                                      |
|                    | - Aslanian 27'34' - Nevedrov 39'54' | Reporte   | - 7'55', 19'59' Afanasyev - 9'33' (a.g.) Aslanian - 35'42' Kudziev - 37'36' Sokolov | Árbitro(s): Alem Bajrovic Farik Keco          | Árbitro(s): Alem Bajrovic Farik Keco |

| 12 de abril de 2021 | Rusia                                       | 3:0 (2:0) | Georgia | USC Podmoskovie, Shchólkovo, Rusia              |                                                 |
|                     | - Robinho 01'05' - Afanasyev 02'41', 23'29' | Reporte   |         | Árbitro(s): Maksim Dzeikala Anatoli Ustyuzhanin | Árbitro(s): Maksim Dzeikala Anatoli Ustyuzhanin |

| 14 de abril de 2021 | Francia                                                                | 5:1 (2:1) | Armenia                 | Halle Georges Carpentier, París, Francia       |                                                |
|                     | - Mouhoudine 0'47', 9'00' - A. Mohammed 24'02', 38'08' - Belhaj 35'16' | Reporte   | - 5'35' (pen.) Nevedrov | Árbitro(s): Clinton Mario Cassar Stephen Vella | Árbitro(s): Clinton Mario Cassar Stephen Vella |

### Grupo 3
| Equipo     | Pts | PJ | PG | PE | PP | GF | GC | Dif |
| ---------- | --- | -- | -- | -- | -- | -- | -- | --- |
| Azerbaiyán | 16  | 6  | 5  | 1  | 0  | 22 | 6  | +16 |
| Eslovaquia | 11  | 6  | 3  | 2  | 1  | 21 | 9  | +12 |
| Moldavia   | 5   | 6  | 1  | 2  | 3  | 14 | 22 | -8  |
| Grecia     | 1   | 6  | 0  | 1  | 5  | 4  | 24 | -20 |

| 28 de enero de 2021 | Moldavia                                            | 3:1 (2:1) | Grecia          | Futsal Arena Ciorescu, Ciorescu, Moldavia |                                           |
| 17:30 (18:30 EET)   | - Cojocaru 10'51' - Burdujel 17'28' - Negara 21'36' | Reporte   | - 10'59' Ntatis | Árbitro(s): Dario Pezzuto Daniele D'adamo | Árbitro(s): Dario Pezzuto Daniele D'adamo |

| 29 de enero de 2021 | Azerbaiyán                                                                 | 4:1 (1:1) | Eslovaquia         | Bakú Sports Palace, Bakú, Azerbaiyán       |                                            |
| 15:00 (18:00 AZT)   | - Bolinha 4'22' - Everton Cardoso 37'59' - Baghirov 39'36' - Atayev 39'57' | Reporte   | - 14'56' Drahovský | Árbitro(s): Irina Velikanova Iurii Neverov | Árbitro(s): Irina Velikanova Iurii Neverov |

| 2 de febrero de 2021 | Eslovaquia                                                 | 4:4 (2:2) | Moldavia                                                             | Aréna Poprad, Poprad, Eslovaquia       |                                        |
| 17:00                | - Směřička 4'55' - Ševčík 5'08', 35'14' - Drahovský 38'16' | Reporte   | - 6'16' Burdujel - 12'59' Laşcu - 25'36' Nicolaiciuc - 34'52' Negara | Árbitro(s): Juan Boelen Daniel Stauber | Árbitro(s): Juan Boelen Daniel Stauber |

| 2 de febrero de 2021 | Grecia | 0:3 (0:2) | Azerbaiyán                                          | Dais Cultural & Sports Center, Atenas, Grecia  |                                                |
| 17:00 (18:00 EET)    |        | Reporte   | - 1'04' Vassoura - 1'38' Eduardo - 25'58' Chovdarov | Árbitro(s): Ibrahim El Jilali Lars Van Leeuwen | Árbitro(s): Ibrahim El Jilali Lars Van Leeuwen |

| 4 de marzo de 2021 | Azerbaiyán                                                                 | 5:1 (3:0) | Moldavia       | Bakú Sports Palace, Bakú, Azerbaiyán        |                                             |
| 16:00 (19:00 AZT)  | - Fineo 6'37' - Farzaliyev 13'44' - Ahmadi 14'51' - Bolinha 26'49', 39'59' | Reporte   | - 25'15' Tacot | Árbitro(s): Giulio Colombin Daniele D'adamo | Árbitro(s): Giulio Colombin Daniele D'adamo |

| 4 de marzo de 2021 | Eslovaquia                                                                     | 6:0 (2:0) | Grecia | Eurovia Aréna, Bratislava, Eslovaquia         |                                               |
| 17:30              | - Rick 13'32', 26'43', 29'50' - Doša 16'43' - Zaťovič 21'27' - Směřička 33'57' | Reporte   |        | Árbitro(s): Šarūnas Tamulynas Mantas Pomeckis | Árbitro(s): Šarūnas Tamulynas Mantas Pomeckis |

| 7 de marzo de 2021 | Grecia | 0:5 (0:2) | Eslovaquia                                                                      | Dais Cultural & Sports Center, Atenas, Grecia |                                           |
| 17:00 (18:00 EET)  |        | Reporte   | - 2'18' Drahovský - 16'43' Rafaj - 28'20' Rick - 28'41' Zaťovič - 28'58' Serbin | Árbitro(s): Moshe Bohbot Idan Berenshtein     | Árbitro(s): Moshe Bohbot Idan Berenshtein |

| 9 de marzo de 2021 | Moldavia                                            | 3:5 (0:1) | Azerbaiyán                                                                           | Futsal Arena Ciorescu, Ciorescu, Moldavia     |                                               |
| 17:30 (18:30 EET)  | - Laşcu 30'58' - Nicolaiciuc 35'08' - Negara 36'57' | Reporte   | - 6'57' Ahmadi - 22'05', 36'42' Vassoura - 27'47' Chovdarov - 34'47' (a.g.) Cojocaru | Árbitro(s): Damian Grabowski Dominik Cipinski | Árbitro(s): Damian Grabowski Dominik Cipinski |

| 8 de abril de 2021 | Eslovaquia    | 1:1 (1:0) | Azerbaiyán               | Pabellón de deportes de Levice, Levice, Eslovaquia |                                                   |
|                    | - Doša 14'08' | Reporte   | - 39'29' Everton Cardoso | Árbitro(s): Kirill Naishouler Arttu Kyynaeraeinen  | Árbitro(s): Kirill Naishouler Arttu Kyynaeraeinen |

| 9 de abril de 2021 | Grecia                                                  | 3:3 (0:2) | Moldavia                                            | Dais Cultural & Sports Center, Atenas, Grecia |                                              |
|                    | - Gousis 21'45' - Stavrakopoulos 24'18' - Ntatis 25'19' | Reporte   | - 14'16', 18'45' (pen.) Cojocaru - 22'32' Podlesnov | Árbitro(s): Hikmat Qafarli Knyaz Amiraslanov  | Árbitro(s): Hikmat Qafarli Knyaz Amiraslanov |

| 13 de abril de 2021 | Moldavia | 0:4 (0:1) | Eslovaquia                                                   | Futsal Arena Ciorescu, Ciorescu, Moldavia |                                           |
|                     |          | Reporte   | - 5'25' Rafaj - 24'25' Směřička - 26'04', 38'27' (pen.) Rick | Árbitro(s): Chiara Perona Giulio Colombin | Árbitro(s): Chiara Perona Giulio Colombin |

| 14 de abril de 2021 | Azerbaiyán                                                              | 4:0 (3:0) | Grecia | Bakú Sports Palace, Bakú, Azerbaiyán           |                                                |
|                     | - Fineo 2'14' - Gousis 13'10' (a.g.) - Atayev 15'23' - Chovdarov 24'03' | Reporte   |        | Árbitro(s): Yaroslav Vovchok Yevhen Hordiienko | Árbitro(s): Yaroslav Vovchok Yevhen Hordiienko |

### Grupo 4
| Equipo               | Pts | PJ | PG | PE | PP | GF | GC | Dif |
| -------------------- | --- | -- | -- | -- | -- | -- | -- | --- |
| Bosnia y Herzegovina | 15  | 6  | 5  | 0  | 1  | 18 | 10 | +8  |
| Serbia               | 9   | 6  | 2  | 3  | 1  | 18 | 13 | +5  |
| Rumania              | 6   | 6  | 1  | 3  | 2  | 19 | 17 | +2  |
| Macedonia del Norte  | 2   | 6  | 0  | 2  | 4  | 8  | 23 | -15 |

| 28 de enero de 2021 | Bosnia y Herzegovina     | 2:1 (2:0) | Macedonia del Norte | Arena de la Ciudad de Zenica, Zenica, Bosnia y Herzegovina |                                          |
| 18:00               | - Bošković 7'11', 16'24' | Reporte   | - 22'15' Petrović   | Árbitro(s): Carl Hughes Valentin Ciuplea                   | Árbitro(s): Carl Hughes Valentin Ciuplea |

| 28 de enero de 2021 | Rumania                                          | 2:2 (2:2) | Serbia                       | Constantin Jude Sports Hall, Timișoara, Rumanía |                                         |
| 18:00 (19:00 EET)   | - Felipe Oliveira 2'49' - Savio Valadares 19'10' | Reporte   | - 9'49' Rakić - 11'47' Tomić | Árbitro(s): Viktor Bugenko Ingus Puriņš         | Árbitro(s): Viktor Bugenko Ingus Puriņš |

| 3 de febrero de 2021 | Serbia                               | 2:4 (1:2) | Bosnia y Herzegovina                                            | SPC Vojvodina, Novi Sad, Serbia     |                                     |
| 18:00                | - Pršić 17'13' (pen.) - Rakić 22'27' | Reporte   | - 5'30' Arnautović - 18'22' Jelić - 20'48', 33'49' S. Ivanković | Árbitro(s): Ondřej Černý Jan Kresta | Árbitro(s): Ondřej Černý Jan Kresta |

| 3 de febrero de 2021 | Macedonia del Norte               | 2:2 (1:1) | Rumania                                   | Jane Sandanski Arena, Skopie, Macedonia del Norte |                                               |
| 19:00                | - Dandan 12'40' - Rangotov 37'14' | Reporte   | - 13'12' (a.g.) Micevski - 31'36' Ribeiro | Árbitro(s): Christian Gundler Jacob Pawlowski     | Árbitro(s): Christian Gundler Jacob Pawlowski |

| 4 de marzo de 2021 | Rumania                                   | 2:3 (0:2) | Bosnia y Herzegovina                             | Sala Polivalentă, Bucarest, Rumanía           |                                               |
| 19:00 (20:00 EET)  | - Paulo Ferreira 24'19' - M. Matei 35'32' | Reporte   | - 8'17', 16'33' Radmilović - 38'39' S. Ivanković | Árbitro(s): Denys Kutsyi Sviatoslav Kliuchnyk | Árbitro(s): Denys Kutsyi Sviatoslav Kliuchnyk |

| 5 de marzo de 2021 | Serbia        | 1:1 (1:1) | Macedonia del Norte | Polideportivo Vranje, Vranje, Serbia            |                                                 |
| 18:00              | - Pršić 3'30' | Reporte   | - 9'47' Krstevski   | Árbitro(s): Maksim Dzeikala Anatoli Ustyuzhanin | Árbitro(s): Maksim Dzeikala Anatoli Ustyuzhanin |

| 9 de marzo de 2021 | Macedonia del Norte | 1:6 (1:4) | Serbia | Jane Sandanski Arena, Skopie, Macedonia del Norte |                                     |
| 19:00              | - Ismaili 9'15'     | Reporte   | - 9'31' (pen.) Pršić - 12'34' (a.g.) Petrović - 14'10' Petrov - 15'01' Lazarević - 29'31' Tomić - 35'24' Rakić | Árbitro(s): Murat Colak Ugur Cakmak               | Árbitro(s): Murat Colak Ugur Cakmak |

| 10 de marzo de 2021 | Bosnia y Herzegovina                                                                | 5:0 (1:0) | Rumania | Arena de la Ciudad de Zenica, Zenica, Bosnia y Herzegovina |                                            |
| 18:00               | - S. Ivanković 17'08' - Kahvedžić 20'42', 36'33' - Radmilović 24'34' - Jelić 39'22' | Reporte   |         | Árbitro(s): Dejan Veselic Arman Alaberkyan                 | Árbitro(s): Dejan Veselic Arman Alaberkyan |

| 8 de abril de 2021 | Macedonia del Norte                | 2:3 (0:1) | Bosnia y Herzegovina                            | Jane Sandanski Arena, Skopie, Macedonia del Norte |                                            |
|                    | - Rangotov 22'12' - Ramadan 38'42' | Reporte   | - 12'29' J. Sesar - 35'10' Hrkač - 39'48' Jelić | Árbitro(s): Viktor Bugenko Jagnar Jakobson        | Árbitro(s): Viktor Bugenko Jagnar Jakobson |

| 9 de abril de 2021 | Serbia                                                   | 4:4 (2:2) | Rumania                                                        | Millennium Centar, Vršac, Serbia           |                                            |
|                    | - Rakić 08'47' - Lazarević 14'07', 23'34' - Tomić 32'07' | Reporte   | - 01'27', 36'46' Szöcs - 10'57' Felipe Oliveira - 38'48' Cires | Árbitro(s): Angelo Galante Nicola Manzione | Árbitro(s): Angelo Galante Nicola Manzione |

| 14 de abril de 2021 | Bosnia y Herzegovina | 1:3 (1:3) | Serbia                                | Arena de la Ciudad de Zenica, Zenica, Bosnia y Herzegovina |                                             |
|                     | - M. Sesar 11'34'    | Reporte   | - 12'07' Rakić - 13'52', 13'55' Pršić | Árbitro(s): Adrian Tschopp Valentin Ciuplea                | Árbitro(s): Adrian Tschopp Valentin Ciuplea |

| 14 de abril de 2021 | Rumania | 9:1 (6:0) | Macedonia del Norte | Constantin Jude Sports Hall, Timișoara, Rumanía    |                                                    |
|                     | - Arsovski 0'34' (a.g.) - Savio Valadares 4'17', 14'42', 32'55' - Felipe Oliveira 5'48', 23'20' - Paulo Ferreira 8'39' - Szöcs 13'39' - Ribeiro 21'43' | Reporte   | - 24'07' Petrović   | Árbitro(s): Antonios Adamopoulos Panagiotis Ntalas | Árbitro(s): Antonios Adamopoulos Panagiotis Ntalas |

### Grupo 5
| Equipo      | Pts | PJ | PG | PE | PP | GF | GC | Dif |
| ----------- | --- | -- | -- | -- | -- | -- | -- | --- |
| Kazajistán  | 18  | 6  | 6  | 0  | 0  | 30 | 5  | +25 |
| Bielorrusia | 9   | 6  | 3  | 0  | 3  | 26 | 15 | +11 |
| Hungría     | 6   | 6  | 2  | 0  | 4  | 12 | 25 | -13 |
| Israel      | 3   | 6  | 1  | 0  | 5  | 9  | 32 | -23 |

| 8 de diciembre de 2020 | Israel | 0:3 (0:1) | Bielorrusia                                       | Beit Maccabi, Rishon LeZion, Israel      |                                          |
| 19:00 (20:00 IST)      |        | Reporte   | - 1'45' Rabyko - 25'49' Evdokimov - 33'45' Selyuk | Árbitro(s): Petar Radojcic Dejan Veselic | Árbitro(s): Petar Radojcic Dejan Veselic |

| 9 de diciembre de 2020 | Kazajistán                                                                     | 5:0 (4:0) | Hungría | Salón Jekpe-Jek, Nur-sultán, Kazajistán |                                     |
| 14:30 (19:30 ALMT)     | - Knaub 6'14', 12'25' - Nurgozhin 9'12' - Akbalikov 13'48' - Tursagulov 21'06' | Reporte   |         | Árbitro(s): Kamil Çetin Ozan Soykan     | Árbitro(s): Kamil Çetin Ozan Soykan |

| 3 de febrero de 2021 | Hungría                   | 2:1 (1:0) | Bielorrusia          | Amália Sterbinszky Sports Hall, Budapest, Hungría |                                            |
| 14:00                | - Rábl 4'23' - Pál 29'39' | Reporte   | - 26'52' Silivonchik | Árbitro(s): Lukáš Peško Rastislav Behancin        | Árbitro(s): Lukáš Peško Rastislav Behancin |

| 2 de marzo de 2021 | Kazajistán                                                                  | 5:2 (3:0) | Bielorrusia                     | Salón Jekpe-Jek, Nur-sultán, Kazajistán    |                                            |
| 14:30 (19:30 ALMT) | - Yesenamanov 2'28', 21'43' - Orazov 8'51' - Leo 14'16' - Tursagulov 28'11' | Reporte   | - 26'08' Krikun - 29'31' Rabyko | Árbitro(s): Iurii Neverov Tatiana Boltneva | Árbitro(s): Iurii Neverov Tatiana Boltneva |

| 3 de marzo de 2021 | Hungría                                   | 3:7 (1:2) | Israel | Amália Sterbinszky Sports Hall, Budapest, Hungría |                                           |
| 13:30              | - Nagy 19'38' - Rutai 33'08' - Vas 36'21' | Reporte   | - 1'41' Lavie - 13'24' Goldstein - 30'12', 36'06' Itzhak Halevy - 31'47', 32'34' Diedunov - 37'34' T. Shkolnik | Árbitro(s): Nicola Manzione Chiara Perona         | Árbitro(s): Nicola Manzione Chiara Perona |

| 8 de marzo de 2021 | Bielorrusia        | 1:6 (0:2) | Kazajistán                                                                                         | Minsk Sports Palace, Minsk, Bielorrusia    |                                            |
| 17:30 (19:30 FET)  | - Matveenko 23'35' | Reporte   | - 6'41' Nurgozhin - 16'24', 36'39' Tursagulov - 22'16' Taynan - 28'16' Douglas Junior - 32'51' Leo | Árbitro(s): Vladimir Kadykov Ivan Shabanov | Árbitro(s): Vladimir Kadykov Ivan Shabanov |

| 10 de marzo de 2021 | Israel                | 1:4 (0:2) | Hungría                                                             | Marom Nawe Hall, Ramat Gan, Israel      |                                         |
| 18:00 (19:00 IST)   | - Dávid 23'39' (a.g.) | Reporte   | - 11'35' Tatai - 17'05' Dróth - 24'38' S. Horváth - 36'06' Komáromi | Árbitro(s): Hikmat Qafarli Petek Jernej | Árbitro(s): Hikmat Qafarli Petek Jernej |

| 6 de abril de 2021 | Hungría        | 1:6 (0:4) | Kazajistán | Amália Sterbinszky Sports Hall, Budapest, Hungría |                                              |
|                    | - Dróth 24'45' | Reporte   | - 4'47' Yesenamanov - 8'05' Valiullin - 9'49' Taynan - 14'25' (a.g.) Nagy - 22'55' Douglas Junior - 32'32' Akbalikov | Árbitro(s): Vlad Nicolae Ciobanu Daniel Deca      | Árbitro(s): Vlad Nicolae Ciobanu Daniel Deca |

| 6 de abril de 2021 | Bielorrusia | 14:0 (6:0) | Israel | Minsk Sports Palace, Minsk, Bielorrusia    |                                            |
|                    | - Selyuk 6'32', 9'25', 14'36' - Krikun 8'12', 22'33' - Zhigalko 12'28', 39'44' - Cherneyko 13'43' - Los 20'36', 37'15' - Rogovik 21'48' - Evdokimov 25'44' - Gorbenko 32'43' - Lazyuk 35'49' | Reporte    |        | Árbitro(s): Ingus Puriņš Eduards Fatkulins | Árbitro(s): Ingus Puriņš Eduards Fatkulins |

| 9 de abril de 2021 | Israel               | 1:4 (0:3) | Kazajistán                                                         | Salón Jekpe-Jek, Nur-sultán, Kazajistán |                                     |
|                    | - T. Shkolnik 37'03' | Reporte   | - 16'10', 23'30' Taynan - 18'39' (a.g.) Baruchyan - 19'58' Tokayev | Árbitro(s): Kamil Çetin Ugur Cakmak     | Árbitro(s): Kamil Çetin Ugur Cakmak |

| 11 de abril de 2021 | Kazajistán                                                   | 4:0 (2:0) | Israel | Salón Jekpe-Jek, Nur-sultán, Kazajistán |                                        |
|                     | - Taynan 01'06', 24'17' - Baltabayev 04'17' - Tokayev 21'25' | Reporte   |        | Árbitro(s): Manuel Wolf Daniel Stauber  | Árbitro(s): Manuel Wolf Daniel Stauber |

| 13 de abril de 2021 | Bielorrusia                                                                      | 5:2 (2:2) | Hungría                          | Minsk Sports Palace, Minsk, Bielorrusia |                                         |
|                     | - Zhigalko 7'06' - Matveenko 11'51' - Los 34'03' - Selyuk 37'37' - Krikun 39'45' | Reporte   | - 7'16' Dróth - 18'37 (pen.) Pál | Árbitro(s): Ondřej Černý Stefan Vrijens | Árbitro(s): Ondřej Černý Stefan Vrijens |

### Grupo 6
| Equipo    | Pts | PJ | PG | PE | PP | GF | GC | Dif |
| --------- | --- | -- | -- | -- | -- | -- | -- | --- |
| España    | 18  | 6  | 6  | 0  | 0  | 46 | 3  | +43 |
| Eslovenia | 12  | 6  | 4  | 0  | 2  | 31 | 10 | +21 |
| Letonia   | 6   | 6  | 2  | 0  | 4  | 12 | 28 | -16 |
| Suiza     | 0   | 6  | 0  | 0  | 6  | 5  | 53 | -48 |

| 8 de diciembre de 2020 | España                                                                                                  | 7:0 (3:0) | Letonia | Ciudad del Fútbol de Las Rozas, Las Rozas de Madrid, España |                                            |
| 13:00                  | - Lozano 2'47', 32'26' - Chino 6'11' - Raúl Gómez 13'00', 34'12' - Solano 27'09' - Jesús Herrero 35'07' | Reporte   |         | Árbitro(s): Volha Pauliuts Daniel Matkovic                  | Árbitro(s): Volha Pauliuts Daniel Matkovic |

| 8 de diciembre de 2020 | Eslovenia | 12:1 (5:0) | Suiza                  | Tri Lilije Hall, Laško, Eslovenia    |                                      |
| 19:00                  | - Čujec 1'39', 12'37' - Spiegel 5'27' (a.g.) - Sangines 10'25' (a.g.) - Osredkar 13'33', 29'56' - Fetić 22'49', 29'04', 34'27' - Duščak 27'27', 35'30' - Hozjan 39'54' | Reporte    | - 36'17' Marcoyannakis | Árbitro(s): Marc Birkett Peter Nurse | Árbitro(s): Marc Birkett Peter Nurse |

| 29 de enero de 2021 | Letonia | 0:1 (0:1) | Eslovenia     | Centro Olímpico Zemgale, Jelgava, Letonia      |                                                |
| 17:00 (18:00 EET)   |         | Reporte   | - 9'09' Čujec | Árbitro(s): Yaroslav Vovchok Yevhen Hordiienko | Árbitro(s): Yaroslav Vovchok Yevhen Hordiienko |

| 2 de febrero de 2021 | España                                           | 3:1 (1:1) | Eslovenia     | Ciudad del Fútbol de Las Rozas, Las Rozas de Madrid, España |                                                |
| 20:45                | - Eric Pérez 18'40' - Raúl Campos 31'16', 39'16' | Reporte   | - 8'52' Čujec | Árbitro(s): Cédric Pelissier Victor Berg-Audic              | Árbitro(s): Cédric Pelissier Victor Berg-Audic |

| 5 de marzo de 2021 | Suiza                                 | 2:4 (1:1) | Letonia                                                            | GoEasy Freizeit & Event Center, Untersiggenthal, Suiza |                                     |
| 19:00              | - Marcoyannakis 13'47' - Gössi 36'59' | Reporte   | - 5'07' Mik. Babris - 28'28', 32'17' Matjušenko - 38'51' Baklanovs | Árbitro(s): Radim Cep Filip Nesnera                    | Árbitro(s): Radim Cep Filip Nesnera |

| 6 de marzo de 2021 | Eslovenia       | 1:2 (1:0) | España                 | Tri Lilije Hall, Laško, Eslovenia     |                                       |
| 20:30              | - Hozjan 17'42' | Reporte   | - 23'58', 37'14' Chino | Árbitro(s): Nikola Jelić Vedran Babic | Árbitro(s): Nikola Jelić Vedran Babic |

| 9 de marzo de 2021 | Suiza            | 1:11 (1:6) | Eslovenia | GoEasy Freizeit & Event Center, Untersiggenthal, Suiza |                                       |
| 17:00              | - Barreira 0'57' | Reporte    | - 0'15' Fetić - 5'48' Osredkar - 5'59' Čujec - 9'58', 14'53', 22'05' Hozjan - 15'23', 25'33' Totošković - 22'52', 30'35' Gajser - 23'52' Koren | Árbitro(s): Julien Lang Aurélien Uzan                  | Árbitro(s): Julien Lang Aurélien Uzan |

| 9 de marzo de 2021 | Letonia             | 1:12 (1:8) | España | Centro Olímpico Zemgale, Jelgava, Letonia     |                                               |
| 17:00 (18:00 EET)  | - Matjušenko 17'59' | Reporte    | - 0'49', 0'56', 12'12' Cecilio - 1'38' Ortiz - 13'50' Borja - 14'59', 17'00' Bebe - 19'52' Raúl Gómez - 25'34' Solano - 30'41' Raúl Campos - 36'45' (a.g.) Mik. Babris - 38'33' Pola | Árbitro(s): Petar Radojcic Nikola Rabrrenovic | Árbitro(s): Petar Radojcic Nikola Rabrrenovic |

| 8 de abril de 2021 | Letonia                                           | 4:1 (0:0) | Suiza          | Centro Olímpico Zemgale, Jelgava, Letonia      |                                                |
|                    | - Seņs 25'27', 36'49' - Matjušenko 28'23', 39'32' | Reporte   | - 32'38' Gössi | Árbitro(s): Ibrahim El Jilali Lars Van Leeuwen | Árbitro(s): Ibrahim El Jilali Lars Van Leeuwen |

| 10 de abril de 2021 | Suiza | 0:8 (0:4) | España | Ciudad del Fútbol de Las Rozas, Las Rozas de Madrid, España |                                               |
|                     |       | Reporte   | - 1'15', 31'28' Mellado - 10'22' Sergio González - 13'45', 35'40' Éric Pérez - 18'05' Raúl Gómez - 28'56', 39'39' Fernando | Árbitro(s): Volha Pauliuts Fatma Özlem Tursun               | Árbitro(s): Volha Pauliuts Fatma Özlem Tursun |

| 12 de abril de 2021 | Eslovenia                                                                                | 5:3 (4:2) | Letonia                                         | Tri Lilije Hall, Laško, Eslovenia       |                                         |
|                     | - Čujec 01'41', 21'19' - Mik. Babris 01'56' (a.g.) - Totošković 17'03' - Fideršek 19'36' | Reporte   | - 00'33', 04'20' Matjušenko - 30'21' J. Pastars | Árbitro(s): Besar Beqiri Besart Ismajli | Árbitro(s): Besar Beqiri Besart Ismajli |

| 12 de abril de 2021 | España | 14:0 (7:0) | Suiza | Ciudad del Fútbol de Las Rozas, Las Rozas de Madrid, España |                                               |
|                     | - Mellado 01'16', 24'27' - Raúl Campos 02'43', 22'37' - Fernan 08'57' - Solano 14'09', 37'48' - Chino 14'55' - Adri 17'54', 26'09' - Alberto García 19'04' - Reinert 32'40' (a.g.) - Bebe 33'42' - Raúl Gómez 35'39' | Reporte    |       | Árbitro(s): Vladimir Kadykov Irina Velikanova               | Árbitro(s): Vladimir Kadykov Irina Velikanova |

### Grupo 7
| Equipo     | Pts | PJ | PG | PE | PP | GF | GC | Dif |
| ---------- | --- | -- | -- | -- | -- | -- | -- | --- |
| Italia     | 15  | 6  | 5  | 0  | 1  | 24 | 12 | +12 |
| Finlandia  | 10  | 6  | 3  | 1  | 2  | 20 | 18 | +2  |
| Bélgica    | 7   | 6  | 2  | 1  | 3  | 20 | 20 | 0   |
| Montenegro | 3   | 6  | 1  | 0  | 5  | 8  | 22 | -14 |

| 28 de enero de 2021 | Montenegro | 0:3 (0:2) | Italia                                        | Verde Complex, Podgorica, Montenegro        |                                             |
| 18:00               |            | Reporte   | - 7'37' Gaio - 9'28' Vieira - 35'23' Musumeci | Árbitro(s): Adrian Tschopp George Jansizian | Árbitro(s): Adrian Tschopp George Jansizian |

| 28 de enero de 2021 | Bélgica                             | 3:3 (1:0) | Finlandia                                         | Country Hall Lieja, Lieja, Bélgica           |                                              |
| 20:00               | - Leo 18'13' - Rahou 21'04', 27'33' | Reporte   | - 21'46' Intala - 28'17' M. Kytölä - 33'56' Junno | Árbitro(s): Yiangos Yiangou Georgios Kozakos | Árbitro(s): Yiangos Yiangou Georgios Kozakos |

| 2 de febrero de 2021 | Italia                                                                                                   | 7:4 (3:2) | Finlandia                                                           | Estraforum Hall, Prato, Italia                       |                                                      |
| 15:00                | - Nicolodi 3'19', 19'07' - Murilo 10'15' - Musumeci 23'56' - Marcelo 26'21' - Gaio 28'14' - Alano 37'50' | Reporte   | - 4'00' Jyrkiäinen - 18'17' Junno - 24'37' Grönholm - 24'58' Kunnas | Árbitro(s): Eduardo Fernandes Coelho Miguel Castilho | Árbitro(s): Eduardo Fernandes Coelho Miguel Castilho |

| 2 de febrero de 2021 | Bélgica                                                                                   | 6:2 (2:1) | Montenegro                           | Country Hall Lieja, Lieja, Bélgica         |                                            |
| 20:00                | - Rahou 1'36' - Ah. Sababti 5'54' - Leo 23'08' - Dillien 27'08', 29'00' - Ettalaki 38'02' | Reporte   | - 19'31' Ćorović - 32'10' Il. Mugoša | Árbitro(s): Daniel Matkovic David Schaerli | Árbitro(s): Daniel Matkovic David Schaerli |

| 4 de marzo de 2021 | Montenegro                                            | 4:3 (1:1) | Bélgica                                             | Verde Complex, Podgorica, Montenegro             |                                                  |
| 18:00              | - Il. Mugoša 4'42', 21'23' - Vidaković 24'02', 32'49' | Reporte   | - 12'36' Adnane - 24'51' Dillien - 39'42' Ghislandi | Árbitro(s): Michael Christofides Yiangos Yiangou | Árbitro(s): Michael Christofides Yiangos Yiangou |

| 5 de marzo de 2021 | Finlandia                       | 2:4 (0:2) | Italia                                                               | Energia Areena, Vantaa, Finlandia      |                                        |
| 17:30 (18:30 EET)  | - Junno 28'15' - Lintula 38'38' | Reporte   | - 3'05' Nicolodi - 13'05' Vieira - 35'35' De Matos - 37'29' Miarelli | Árbitro(s): Marc Birkett Gordon Mccabe | Árbitro(s): Marc Birkett Gordon Mccabe |

| 8 de marzo de 2021 | Finlandia | 6:1 (3:1) | Montenegro                  | Energia Areena, Vantaa, Finlandia           |                                             |
| 17:10 (18:10 EET)  | - Jyrkiäinen 1'31' - Junno 9'07', 13'05' - Iv. Mugoša 26'33' (a.g.) - Pikkarainen 30'11' - Jaakko Alasuutari 33'04' | Reporte   | - 17'21' (a.g.) Pikkarainen | Árbitro(s): Josip Barton Marjan Mladenovski | Árbitro(s): Josip Barton Marjan Mladenovski |

| 9 de marzo de 2021 | Italia                                                           | 4:1 (1:1) | Bélgica          | Estraforum Hall, Prato, Italia        |                                       |
| 19:00              | - Alex Merlim 19'11' - Vieira 27'23', 29'00' - Tonidandel 36'58' | Reporte   | - 10'02' Dillien | Árbitro(s): Martin Matula Peter Budac | Árbitro(s): Martin Matula Peter Budac |

| 8 de abril de 2021 | Bélgica                                                                     | 5:4 (3:2) | Italia                                                              | Country Hall Lieja, Lieja, Bélgica              |                                                 |
|                    | - Diniz Pinheiro 2'05' - Ghislandi 4'10' - Rahou 9'45' - Leo 28'39', 30'44' | Reporte   | - 5'58', 36'06' Musumeci - 19'42' (a.g.) Ah. Sababti - 32'11' Alano | Árbitro(s): Aurélien Uzan Michael Lima De Sousa | Árbitro(s): Aurélien Uzan Michael Lima De Sousa |

| 9 de abril de 2021 | Montenegro              | 1:2 (1:1) | Finlandia                   | Verde Complex, Podgorica, Montenegro                              |                                                                   |
|                    | - Ćorović 09'05' (pen.) | Reporte   | - 10'49', 39'39' Jyrkiäinen | Árbitro(s): Eduardo Fernandes Coelho Ruben António Cardoso Santos | Árbitro(s): Eduardo Fernandes Coelho Ruben António Cardoso Santos |

| 13 de abril de 2021 | Italia                          | 2:0 (1:0) | Montenegro | Estraforum Hall, Prato, Italia               |                                              |
|                     | - Gaio 2'38' - Fantecele 36'35' | Reporte   |            | Árbitro(s): David Glavonjic George Jansizian | Árbitro(s): David Glavonjic George Jansizian |

| 13 de abril de 2021 | Finlandia                                         | 3:2 (0:0) | Bélgica                                 | Energia Areena, Vantaa, Finlandia    |                                      |
|                     | - Jyrkiäinen 23'12' - Vanha 35'43' - Autio 36'47' | Reporte   | - 35'24' Adnane - 37'26' Diniz Pinheiro | Árbitro(s): Marc Birkett Peter Nurse | Árbitro(s): Marc Birkett Peter Nurse |

### Grupo 8
| Equipo          | Pts | PJ | PG | PE | PP | GF | GC | Dif |
| --------------- | --- | -- | -- | -- | -- | -- | -- | --- |
| Portugal        | 14  | 6  | 4  | 2  | 0  | 24 | 7  | +17 |
| Polonia         | 11  | 6  | 3  | 2  | 1  | 20 | 14 | +6  |
| República Checa | 8   | 6  | 2  | 2  | 2  | 22 | 19 | +3  |
| Noruega         | 0   | 6  | 0  | 0  | 6  | 2  | 28 | -26 |

| 29 de enero de 2021 | República Checa | 5:0     | Noruega | Pabellón Deportivo Vodova, Brno, República Checa |  |
| |                 | Reporte |         |                                                  |  |
| En vista de la confirmación por parte de la Federación Noruega de Fútbol de no poder viajar a la República Checa, los dos partidos de la Eurocopa de fútbol sala de 2022 República Checa - Noruega y Noruega - República Checa, programados para jugarse el 29 de enero de 2021 y 1 de febrero de 2021 en la República Checa, no se pudo jugar. |                 |         |         |                                                  |  |

| 29 de enero de 2021 | Portugal                                 | 2:2 (0:1) | Polonia                                 | Parque Desportivo Municipal, Mafra, Portugal |                                            |
| 22:15 (21:15 WET)   | - Pedro Cary 34'47' - Tiago Brito 35'22' | Reporte   | - 17'51' Szypczyński - 33'54' Zastawnik | Árbitro(s): Angelo Galante Nicola Manzione   | Árbitro(s): Angelo Galante Nicola Manzione |

| 1 de febrero de 2021 | Noruega | 0:5     | República Checa | Pabellón Deportivo Vodova, Brno, República Checa |             |
| |         | Reporte |                 | Árbitro(s):                                      | Árbitro(s): |
| En vista de la confirmación por parte de la Federación Noruega de Fútbol de no poder viajar a la República Checa, los dos partidos de la Eurocopa de fútbol sala de 2022 República Checa - Noruega y Noruega - República Checa, programados para jugarse el 29 de enero de 2021 y 1 de febrero de 2021 en la República Checa, no se pudo jugar. |         |         |                 |                                                  |             |

| 3 de febrero de 2021 | Polonia | 0:3 (0:2) | Portugal                                               | Atlas Arena, Lodz, Polonia                                      |                                                                 |
| 16:00                |         | Reporte   | - 14'55', 37'01' (pen.) Cardinal - 19'29' André Coelho | Árbitro(s): David Urdánoz Apezteguía Juan José Cordero Gallardo | Árbitro(s): David Urdánoz Apezteguía Juan José Cordero Gallardo |

| 5 de marzo de 2021 | Noruega | 0:3 (0:1) | Polonia                                   | Atlas Arena, Lodz, Polonia                |                                           |
| 13:50              |         | Reporte   | - 10'47' Grubalski - 23'47', 28'02' Marek | Árbitro(s): Ingo Heemsoth Jacob Pawlowski | Árbitro(s): Ingo Heemsoth Jacob Pawlowski |

| 6 de marzo de 2021 | Portugal                                                         | 3:3 (2:2) | República Checa                                | Atlas Arena, Lodz, Polonia                                   |                                                              |
| 19:00              | - Miguel Ângelo 4'32' - Pany Varela 7'25' - Fábio Cecílio 27'38' | Reporte   | - 3'21' Seidler - 7'02' Slováček - 31'27' Holý | Árbitro(s): Ibrahim El Jilali Jacob Willem Machiel Van Dijke | Árbitro(s): Ibrahim El Jilali Jacob Willem Machiel Van Dijke |

| 8 de marzo de 2021 | Polonia                                                        | 4:1 (2:0) | Noruega              | Atlas Arena, Lodz, Polonia              |                                         |
| 17:30              | - Elsner 3'04' - Marek 13'43' - Hoły 23'18' - Grubalski 36'03' | Reporte   | - 39'20' Røttingsnes | Árbitro(s): Besar Beqiri Besart Ismajli | Árbitro(s): Besar Beqiri Besart Ismajli |

| 9 de marzo de 2021 | República Checa          | 1:5 (1:3) | Portugal                                                                              | Atlas Arena, Lodz, Polonia                     |                                                |
| 15:00              | - Koudelka 19'41' (pen.) | Reporte   | - 1'05' Pany Varela - 8'42' Jesus - 11'48' André Coelho - 21'00', 31'08' Bruno Coelho | Árbitro(s): David Grøndal Nissen Martin Køster | Árbitro(s): David Grøndal Nissen Martin Køster |

| 9 de abril de 2021 | República Checa                                 | 3:3 (2:2) | Polonia                                                | Polideportivo AC Sparta Praga, Praga, República Checa |                                        |
|                    | - Seidler 09'15' - Vnuk 14'46' - Rešetár 25'46' | Reporte   | - 04'58' Kriezel - 06'56' Grubalski - 22'52' Zastawnik | Árbitro(s): Juan José Cordero Gallardo                | Árbitro(s): Juan José Cordero Gallardo |

| 12 de abril de 2021 | Noruega        | 1:7 (1:5) | Portugal | Parque Desportivo Municipal, Mafra, Portugal |                                            |
|                     | - Høvik 08'54' | Reporte   | - 08'18' André - 10'17', 24'29' Jesus - 12'01' Bruno Coelho - 15'43', 18'18' Tiago Brito - 23'45' André Coelho | Árbitro(s): Norbert Szilágyi Péter Zimonyi   | Árbitro(s): Norbert Szilágyi Péter Zimonyi |

| 14 de abril de 2021 | Polonia | 8:5 (3:3) | República Checa                                                                        | Stegu Arena Opole, Opole, Polonia           |                                             |
|                     | - Elsner 4'59' - D. Drozd 9'26' (a.g.) - Marek 11'23' - Leszczak 25'15', 25'47', 36'22' (pen.), 39'54' - Lutecki 37'13' | Reporte   | - 2'33' Janovský - 12'17' D. Drozd - 17'27' Koudelka - 24'57' Seidler - 37'24' Rešetár | Árbitro(s): Admir Zahovič Aleš Mocnik Peric | Árbitro(s): Admir Zahovič Aleš Mocnik Peric |

| 14 de abril de 2021 | Portugal                                                                     | 4:0 (3:0) | Noruega | Parque Desportivo Municipal, Mafra, Portugal |                                             |
|                     | - João Matos 0'56' - Fábio Cecílio 8'57', 14'25' - Silvestre Ferreira 22'45' | Reporte   |         | Árbitro(s): Nebojsa Panic Nikola Rabrenović  | Árbitro(s): Nebojsa Panic Nikola Rabrenović |

### Ranking de equipos en segundo lugar
| Pos. | Grupo | Equipo      | PJ | PG | PE | PP | GF | GC | DG  | Pts |
| ---- | ----- | ----------- | -- | -- | -- | -- | -- | -- | --- | --- |
| 1    | 6     | Eslovenia   | 6  | 4  | 0  | 2  | 31 | 10 | +21 | 12  |
| 2    | 3     | Eslovaquia  | 6  | 3  | 2  | 1  | 21 | 9  | +12 | 11  |
| 3    | 8     | Polonia     | 6  | 3  | 2  | 1  | 20 | 14 | +6  | 11  |
| 4    | 7     | Finlandia   | 6  | 3  | 1  | 2  | 20 | 18 | +2  | 10  |
| 5    | 2     | Georgia     | 6  | 3  | 1  | 2  | 15 | 15 | 0   | 10  |
| 6    | 1     | Ucrania     | 5  | 3  | 0  | 2  | 28 | 17 | +11 | 9   |
| 7    | 5     | Bielorrusia | 6  | 3  | 0  | 3  | 26 | 15 | +11 | 9   |
| 8    | 4     | Serbia      | 6  | 2  | 3  | 1  | 18 | 13 | +5  | 9   |

## Play-offs
El ganador se clasifica para el torneo final. Originalmente, los play-offs estaban programados para jugarse en octubre de 2021. El 17 de junio de 2020, la UEFA anunció que los partidos se habían reprogramado para jugarse entre el 14 y el 17 de noviembre de 2021.
| Equipo 1           | Agr. | Equipo 2           | Ida      | Vuelta   |
| ------------------ | ---- | ------------------ | -------- | -------- |
| 8.º Segundo Puesto | –    | 7.º Segundo Puesto | Nov 2021 | Nov 2021 |

## Clasificados a la Eurocopa de Fútbol Sala de 2022
Los siguientes 16 equipos se clasifican para el torneo final.
| Equipo               | Clasificado como | Clasificado en fecha     | Apariciones previas en Futsal Euro1                                   |
| -------------------- | ---------------- | ------------------------ | --------------------------------------------------------------------- |
| Países Bajos         | Anfitrión        | 24 de septiembre de 2019 | 5 (1996, 1999, 2001, 2005, 2014)                                      |
| Croacia              | Ganador Grupo 1  | 9 de marzo de 2021       | 5 (1999, 2001, 2012, 2014, 2016)                                      |
| Rusia                | Ganador Grupo 2  | 9 de marzo de 2021       | 11 (1996, 1999, 2001, 2003, 2005, 2007, 2010, 2012, 2014, 2016, 2018) |
| Azerbaiyán           | Ganador Grupo 3  | 9 de marzo de 2021       | 5 (2010, 2012, 2014, 2016, 2018)                                      |
| Bosnia y Herzegovina | Ganador Grupo 4  | 10 de marzo de 2021      | 0 (Debut)                                                             |
| Kazajistán           | Ganador Grupo 5  | 6 de abril de 2021       | 2 (2016, 2018)                                                        |
| España               | Ganador Grupo 6  | 9 de marzo de 2021       | 11 (1996, 1999, 2001, 2003, 2005, 2007, 2010, 2012, 2014, 2016, 2018) |
| Italia               | Ganador Grupo 7  | 9 de marzo de 2021       | 11 (1996, 1999, 2001, 2003, 2005, 2007, 2010, 2012, 2014, 2016, 2018) |
| Portugal             | Ganador Grupo 8  | 12 de abril de 2021      | 9 (1999, 2003, 2005, 2007, 2010, 2012, 2014, 2016, 2018)              |
| Georgia              | Mejor segundo    | 9 de abril de 2021       | 0 (Debut)                                                             |
| Eslovenia            | Mejor segundo    | 12 de abril de 2021      | 6 (2003, 2010, 2012, 2014, 2016, 2018)                                |
| Finlandia            | Mejor segundo    | 13 de abril de 2021      | 0 (Debut)                                                             |
| Eslovaquia           | Mejor segundo    | 13 de abril de 2021      | 0 (Debut)                                                             |
| Polonia              | Mejor segundo    | 14 de abril de 2021      | 2 (2001, 2018)                                                        |
| Ucrania              | Mejor segundo    | 21 de abril de 2021      | 10 (1996, 2001, 2003, 2005, 2007, 2010, 2012, 2014, 2016, 2018)       |
| Serbia               | Ganador Play-off | 21 de noviembre de 2021  | 6 (1999, 2007, 2010, 2012, 2016, 2018)                                |

1 Negrita indica campeones de ese año. La Cursiva indica los anfitriones de ese año. 